# Lista de personagens de The Walking Dead (HQ)

A seguir se apresenta a lista de personagens de The Walking Dead, uma história em quadrinhos publicada nos Estados Unidos pela Image Comics a partir de 2003. A história foi criada e escrita por Robert Kirkman, e desenhada por Tony Moore (1ª à 6ª edição) e por Charlie Adlard (7ª edição em diante). A estrutura do enredo e a caracterização entre os quadrinhos e a série de televisão podem ser semelhantes, derivadas ou, em muitos casos, quase totalmente irrelevantes.

## Status dos personagens
A tabela a seguir mostra graficamente o status de cada personagem recorrente em cada volume da história em quadrinhos, classificado por qual volume eles apareceram pela primeira vez; um personagem marcado como ausente em uma edição pode aparecer em um volume posterior.

### Volume 1–8
| Personagem            | Volume | Volume       | Volume       | Volume       | Volume       | Volume       | Volume       | Volume       | Volume       | Volume       | Volume       | Volume       | Volume       | Volume       | Volume       | Volume       | Volume       | Volume       | Volume       | Volume       | Volume       | Volume       | Volume       | Volume       | Volume       | Volume       | Volume       | Volume       | Volume       | Volume       | Volume       | Volume       |
| Personagem            | 1      | 2            | 3            | 4            | 5            | 6            | 7            | 8            | 9            | 10           | 11           | 12           | 13           | 14           | 15           | 16           | 17           | 18           | 19           | 20           | 21           | 22           | 23           | 24           | 25           | 26           | 27           | 28           | 29           | 30           | 31           | 32           |
| --------------------- | ------ | ------------ | ------------ | ------------ | ------------ | ------------ | ------------ | ------------ | ------------ | ------------ | ------------ | ------------ | ------------ | ------------ | ------------ | ------------ | ------------ | ------------ | ------------ | ------------ | ------------ | ------------ | ------------ | ------------ | ------------ | ------------ | ------------ | ------------ | ------------ | ------------ | ------------ | ------------ |
| Rick Grimes           |        |              |              |              |              |              |              |              |              |              |              |              |              |              |              |              |              |              |              |              |              |              |              |              |              |              |              |              |              |              |              |              |
| Shane                 |        |              |              |              |              |              |              |              |              |              |              |              |              |              |              |              |              |              |              |              |              |              |              |              |              |              |              |              |              |              |              |              |
| Lori Grimes           |        |              |              |              |              |              |              |              |              |              |              |              |              |              |              |              |              |              |              |              |              |              |              |              |              |              |              |              |              |              |              |              |
| Carl Grimes           |        |              |              |              |              |              |              |              |              |              |              |              |              |              |              |              |              |              |              |              |              |              |              |              |              |              |              |              |              |              |              |              |
| Duane Jones           |        | Desconhecido | Desconhecido | Desconhecido | Desconhecido |              | Desconhecido | Desconhecido | Desconhecido |              | Desconhecido | Desconhecido | Desconhecido | Desconhecido | Desconhecido | Desconhecido | Desconhecido | Desconhecido | Desconhecido | Desconhecido | Desconhecido | Desconhecido | Desconhecido | Desconhecido | Desconhecido | Desconhecido | Desconhecido | Desconhecido | Desconhecido | Desconhecido | Desconhecido | Desconhecido |
| Morgan Jones          |        | Desconhecido | Desconhecido | Desconhecido | Desconhecido |              | Desconhecido | Desconhecido | Desconhecido |              |              |              |              |              |              |              |              |              |              |              |              |              |              |              |              |              |              |              |              |              |              |              |
| Glenn                 |        |              |              |              |              |              |              |              |              |              |              |              |              |              |              |              |              |              |              |              |              |              |              |              |              |              |              |              |              |              |              |              |
| Andrea                |        |              |              |              |              |              |              |              |              |              |              |              |              |              |              |              |              |              |              |              |              |              |              |              |              |              |              |              |              |              |              |              |
| Sophia                |        |              |              |              |              |              |              |              |              |              |              |              |              |              |              |              |              |              |              |              |              |              |              |              |              |              |              |              |              |              |              |              |
| Dale                  |        |              |              |              |              |              |              |              |              |              |              |              |              |              |              |              |              |              |              |              |              |              |              |              |              |              |              |              |              |              |              |              |
| Carol                 |        |              |              |              |              |              |              |              |              |              |              |              |              |              |              |              |              |              |              |              |              |              |              |              |              |              |              |              |              |              |              |              |
| Donna                 |        |              |              |              |              |              |              |              |              |              |              |              |              |              |              |              |              |              |              |              |              |              |              |              |              |              |              |              |              |              |              |              |
| Allen                 |        |              |              |              |              |              |              |              |              |              |              |              |              |              |              |              |              |              |              |              |              |              |              |              |              |              |              |              |              |              |              |              |
| Ben e Billy           |        |              |              |              |              |              |              |              |              |              |              |              |              |              |              |              |              |              |              |              |              |              |              |              |              |              |              |              |              |              |              |              |
| Amy                   |        |              |              |              |              |              |              |              |              |              |              |              |              |              |              |              |              |              |              |              |              |              |              |              |              |              |              |              |              |              |              |              |
| Jim                   |        | Desconhecido | Desconhecido | Desconhecido | Desconhecido | Desconhecido | Desconhecido | Desconhecido | Desconhecido | Desconhecido | Desconhecido | Desconhecido | Desconhecido | Desconhecido | Desconhecido | Desconhecido | Desconhecido | Desconhecido | Desconhecido | Desconhecido | Desconhecido | Desconhecido | Desconhecido | Desconhecido | Desconhecido | Desconhecido | Desconhecido | Desconhecido | Desconhecido | Desconhecido | Desconhecido | Desconhecido |
| Tyreese               |        |              |              |              |              |              |              |              |              |              |              |              |              |              |              |              |              |              |              |              |              |              |              |              |              |              |              |              |              |              |              |              |
| Julie                 |        |              |              |              |              |              |              |              |              |              |              |              |              |              |              |              |              |              |              |              |              |              |              |              |              |              |              |              |              |              |              |              |
| Chris                 |        |              |              |              |              |              |              |              |              |              |              |              |              |              |              |              |              |              |              |              |              |              |              |              |              |              |              |              |              |              |              |              |
| Otis                  |        |              |              |              |              |              |              |              |              |              |              |              |              |              |              |              |              |              |              |              |              |              |              |              |              |              |              |              |              |              |              |              |
| Maggie Greene         |        |              |              |              |              |              |              |              |              |              |              |              |              |              |              |              |              |              |              |              |              |              |              |              |              |              |              |              |              |              |              |              |
| Hershel Greene        |        |              |              |              |              |              |              |              |              |              |              |              |              |              |              |              |              |              |              |              |              |              |              |              |              |              |              |              |              |              |              |              |
| Lacey Greene          |        |              |              |              |              |              |              |              |              |              |              |              |              |              |              |              |              |              |              |              |              |              |              |              |              |              |              |              |              |              |              |              |
| Arnold Greene         |        |              |              |              |              |              |              |              |              |              |              |              |              |              |              |              |              |              |              |              |              |              |              |              |              |              |              |              |              |              |              |              |
| Billy Greene          |        |              |              |              |              |              |              |              |              |              |              |              |              |              |              |              |              |              |              |              |              |              |              |              |              |              |              |              |              |              |              |              |
| Rachel e Susie Greene |        |              |              |              |              |              |              |              |              |              |              |              |              |              |              |              |              |              |              |              |              |              |              |              |              |              |              |              |              |              |              |              |
| Patricia              |        |              |              |              |              |              |              |              |              |              |              |              |              |              |              |              |              |              |              |              |              |              |              |              |              |              |              |              |              |              |              |              |
| Thomas                |        |              |              |              |              |              |              |              |              |              |              |              |              |              |              |              |              |              |              |              |              |              |              |              |              |              |              |              |              |              |              |              |
| Dexter                |        |              |              |              |              |              |              |              |              |              |              |              |              |              |              |              |              |              |              |              |              |              |              |              |              |              |              |              |              |              |              |              |
| Andrew                |        |              |              |              | Desconhecido | Desconhecido | Desconhecido | Desconhecido | Desconhecido | Desconhecido | Desconhecido | Desconhecido | Desconhecido | Desconhecido | Desconhecido | Desconhecido | Desconhecido | Desconhecido | Desconhecido | Desconhecido | Desconhecido | Desconhecido | Desconhecido | Desconhecido | Desconhecido | Desconhecido | Desconhecido | Desconhecido | Desconhecido | Desconhecido | Desconhecido | Desconhecido |
| Axel                  |        |              |              |              |              |              |              |              |              |              |              |              |              |              |              |              |              |              |              |              |              |              |              |              |              |              |              |              |              |              |              |              |
| Michonne Hawthorne    |        |              |              |              |              |              |              |              |              |              |              |              |              |              |              |              |              |              |              |              |              | Desconhecido | Desconhecido |              |              |              |              |              |              |              |              |              |
| Caeser Martinez       |        |              |              |              |              |              |              |              |              |              |              |              |              |              |              |              |              |              |              |              |              |              |              |              |              |              |              |              |              |              |              |              |
| O Governador          |        |              |              |              |              |              |              |              |              |              |              |              |              |              |              |              |              |              |              |              |              |              |              |              |              |              |              |              |              |              |              |              |
| Gabe                  |        |              |              |              |              |              |              |              |              |              |              |              |              |              |              |              |              |              |              |              |              |              |              |              |              |              |              |              |              |              |              |              |
| Bruce                 |        |              |              |              |              |              |              |              |              |              |              |              |              |              |              |              |              |              |              |              |              |              |              |              |              |              |              |              |              |              |              |              |
| Stevens               |        |              |              |              |              |              |              |              |              |              |              |              |              |              |              |              |              |              |              |              |              |              |              |              |              |              |              |              |              |              |              |              |
| Alice Warren          |        |              |              |              |              |              |              |              |              |              |              |              |              |              |              |              |              |              |              |              |              |              |              |              |              |              |              |              |              |              |              |              |
| Bob Stookey           |        |              |              |              |              |              |              |              | Desconhecido | Desconhecido | Desconhecido | Desconhecido | Desconhecido | Desconhecido | Desconhecido | Desconhecido | Desconhecido | Desconhecido | Desconhecido | Desconhecido | Desconhecido | Desconhecido | Desconhecido | Desconhecido | Desconhecido | Desconhecido | Desconhecido | Desconhecido | Desconhecido | Desconhecido | Desconhecido | Desconhecido |
| Penny                 |        |              |              |              |              |              |              |              | Desconhecido | Desconhecido | Desconhecido | Desconhecido | Desconhecido | Desconhecido | Desconhecido | Desconhecido | Desconhecido | Desconhecido | Desconhecido | Desconhecido | Desconhecido | Desconhecido | Desconhecido | Desconhecido | Desconhecido | Desconhecido | Desconhecido | Desconhecido | Desconhecido | Desconhecido | Desconhecido | Desconhecido |
| Judith Grimes         |        |              |              |              |              |              |              |              |              |              |              |              |              |              |              |              |              |              |              |              |              |              |              |              |              |              |              |              |              |              |              |              |
| Lilly Caul            |        |              |              |              |              |              |              |              | Desconhecido | Desconhecido | Desconhecido | Desconhecido | Desconhecido | Desconhecido | Desconhecido | Desconhecido | Desconhecido | Desconhecido | Desconhecido | Desconhecido | Desconhecido | Desconhecido | Desconhecido | Desconhecido | Desconhecido | Desconhecido | Desconhecido | Desconhecido | Desconhecido | Desconhecido | Desconhecido | Desconhecido |

### Volume 9–16
| Abraham Ford         |  |  |  |  |  |  |  |  |  |  |  |  |  |  |  |  |  |  |  |  |  |              |              |              |              |              |              |              |              |              |              |              |  |  |
| Rosita Espinosa      |  |  |  |  |  |  |  |  |  |  |  |  |  |  |  |  |  |  |  |  |  |              |              |              |              |              |              |              |              |              |              |              |  |  |
| Eugene Porter        |  |  |  |  |  |  |  |  |  |  |  |  |  |  |  |  |  |  |  |  |  |              |              |              |              |              |              |              |              |              |              |              |  |  |
| Gabriel Stokes       |  |  |  |  |  |  |  |  |  |  |  |  |  |  |  |  |  |  |  |  |  | Desconhecido | Desconhecido | Desconhecido |              |              |              |              |              |              |              |              |  |  |
| Chris e Os Caçadores |  |  |  |  |  |  |  |  |  |  |  |  |  |  |  |  |  |  |  |  |  |              |              |              |              |              |              |              |              |              |              |              |  |  |
| Aaron                |  |  |  |  |  |  |  |  |  |  |  |  |  |  |  |  |  |  |  |  |  |              |              |              |              |              |              |              |              |              |              |              |  |  |
| Eric                 |  |  |  |  |  |  |  |  |  |  |  |  |  |  |  |  |  |  |  |  |  |              |              |              |              |              |              |              |              |              |              |              |  |  |
| Heath                |  |  |  |  |  |  |  |  |  |  |  |  |  |  |  |  |  |  |  |  |  |              |              |              |              |              |              |              |              |              |              |              |  |  |
| Scott                |  |  |  |  |  |  |  |  |  |  |  |  |  |  |  |  |  |  |  |  |  |              |              |              |              |              |              |              |              |              |              |              |  |  |
| Tobin                |  |  |  |  |  |  |  |  |  |  |  |  |  |  |  |  |  |  |  |  |  |              |              |              |              |              |              |              |              |              |              |              |  |  |
| Bruce                |  |  |  |  |  |  |  |  |  |  |  |  |  |  |  |  |  |  |  |  |  |              |              |              |              |              |              |              |              |              |              |              |  |  |
| Douglas Monroe       |  |  |  |  |  |  |  |  |  |  |  |  |  |  |  |  |  |  |  |  |  |              |              |              |              |              |              |              |              |              |              |              |  |  |
| Regina Monroe        |  |  |  |  |  |  |  |  |  |  |  |  |  |  |  |  |  |  |  |  |  |              |              |              |              |              |              |              |              |              |              |              |  |  |
| Olivia               |  |  |  |  |  |  |  |  |  |  |  |  |  |  |  |  |  |  |  |  |  |              |              |              |              |              |              |              |              |              |              |              |  |  |
| Nicholas             |  |  |  |  |  |  |  |  |  |  |  |  |  |  |  |  |  |  |  |  |  |              |              |              |              |              |              |              |              |              |              |              |  |  |
| Mikey                |  |  |  |  |  |  |  |  |  |  |  |  |  |  |  |  |  |  |  |  |  |              |              |              |              |              |              |              |              |              |              |              |  |  |
| Josh                 |  |  |  |  |  |  |  |  |  |  |  |  |  |  |  |  |  |  |  |  |  |              |              |              |              |              |              |              |              |              |              |              |  |  |
| Dra. Denise Cloyd    |  |  |  |  |  |  |  |  |  |  |  |  |  |  |  |  |  |  |  |  |  |              |              |              |              |              |              |              |              |              |              |              |  |  |
| Spencer Monroe       |  |  |  |  |  |  |  |  |  |  |  |  |  |  |  |  |  |  |  |  |  |              |              |              |              |              |              |              |              |              |              |              |  |  |
| Pete Anderson        |  |  |  |  |  |  |  |  |  |  |  |  |  |  |  |  |  |  |  |  |  |              |              |              |              |              |              |              |              |              |              |              |  |  |
| Ron Anderson         |  |  |  |  |  |  |  |  |  |  |  |  |  |  |  |  |  |  |  |  |  |              |              |              |              |              |              |              |              |              |              |              |  |  |
| Jessie Anderson      |  |  |  |  |  |  |  |  |  |  |  |  |  |  |  |  |  |  |  |  |  |              |              |              |              |              |              |              |              |              |              |              |  |  |
| Barbara              |  |  |  |  |  |  |  |  |  |  |  |  |  |  |  |  |  |  |  |  |  | Desconhecido | Desconhecido | Desconhecido | Desconhecido | Desconhecido | Desconhecido | Desconhecido | Desconhecido | Desconhecido | Desconhecido | Desconhecido |  |  |
| Holly                |  |  |  |  |  |  |  |  |  |  |  |  |  |  |  |  |  |  |  |  |  |              |              |              |              |              |              |              |              |              |              |              |  |  |
| Derek                |  |  |  |  |  |  |  |  |  |  |  |  |  |  |  |  |  |  |  |  |  |              |              |              |              |              |              |              |              |              |              |              |  |  |
| Paul "Jesus" Monroe  |  |  |  |  |  |  |  |  |  |  |  |  |  |  |  |  |  |  |  |  |  |              |              |              |              |              |              |              |              |              |              |              |  |  |
| Gregory              |  |  |  |  |  |  |  |  |  |  |  |  |  |  |  |  |  |  |  |  |  | Desconhecido |              |              |              |              |              |              |              |              |              |              |  |  |
| Kal                  |  |  |  |  |  |  |  |  |  |  |  |  |  |  |  |  |  |  |  |  |  |              |              |              |              |              |              |              |              |              |              |              |  |  |
| Eduardo              |  |  |  |  |  |  |  |  |  |  |  |  |  |  |  |  |  |  |  |  |  | Desconhecido | Desconhecido | Desconhecido |              |              |              |              |              |              |              |              |  |  |
| Brianna              |  |  |  |  |  |  |  |  |  |  |  |  |  |  |  |  |  |  |  |  |  |              |              |              |              |              |              |              |              |              |              |              |  |  |
| Samuel               |  |  |  |  |  |  |  |  |  |  |  |  |  |  |  |  |  |  |  |  |  | Desconhecido |              |              |              |              |              |              |              |              |              |              |  |  |
| Earl Sutton          |  |  |  |  |  |  |  |  |  |  |  |  |  |  |  |  |  |  |  |  |  |              |              |              |              |              |              |              |              |              |              |              |  |  |
| Harlan Carson        |  |  |  |  |  |  |  |  |  |  |  |  |  |  |  |  |  |  |  |  |  |              |              |              |              |              |              |              |              |              |              |              |  |  |
| Johnny               |  |  |  |  |  |  |  |  |  |  |  |  |  |  |  |  |  |  |  |  |  |              |              |              |              |              |              |              |              |              |              |              |  |  |

### Volume 17–24
| Paula             |              |              |              |              |              |              |              |              |              |              |              |              |              |              |              |  |  |  |  |  |  |              |              |  |  |  |  |  |  |  |  |  |
| Negan             |              |              |              |              |              |              |              |              |              |              |              |              |              |              |              |  |  |  |  |  |  |              |              |  |  |  |  |  |  |  |  |  |
| Dwight            |              |              |              |              |              |              |              |              |              |              |              |              |              |              |              |  |  |  |  |  |  | Desconhecido | Desconhecido |  |  |  |  |  |  |  |  |  |
| John              |              |              |              |              |              |              |              |              |              |              |              |              |              |              |              |  |  |  |  |  |  |              |              |  |  |  |  |  |  |  |  |  |
| Tara              |              |              |              |              |              |              |              |              |              |              |              |              |              |              |              |  |  |  |  |  |  |              |              |  |  |  |  |  |  |  |  |  |
| Carson            |              |              |              |              |              |              |              |              |              |              |              |              |              |              |              |  |  |  |  |  |  | Desconhecido |              |  |  |  |  |  |  |  |  |  |
| Sherry            |              |              |              |              |              |              |              |              |              |              |              |              |              |              |              |  |  |  |  |  |  | Desconhecido | Desconhecido |  |  |  |  |  |  |  |  |  |
| Amber             |              |              |              |              |              |              |              |              |              |              |              |              |              |              |              |  |  |  |  |  |  | Desconhecido | Desconhecido |  |  |  |  |  |  |  |  |  |
| Mark              |              |              |              |              |              |              |              |              |              |              |              |              |              |              |              |  |  |  |  |  |  | Desconhecido | Desconhecido |  |  |  |  |  |  |  |  |  |
| Ezekiel           |              |              |              |              |              |              |              |              |              |              |              |              |              |              |              |  |  |  |  |  |  | Desconhecido | Desconhecido |  |  |  |  |  |  |  |  |  |
| Erin              |              |              |              |              |              |              |              |              |              |              |              |              |              |              |              |  |  |  |  |  |  |              |              |  |  |  |  |  |  |  |  |  |
| Alex              |              |              |              |              |              |              |              |              |              |              |              |              |              |              |              |  |  |  |  |  |  |              |              |  |  |  |  |  |  |  |  |  |
| Oscar             |              |              |              |              |              |              |              |              |              |              |              |              |              |              |              |  |  |  |  |  |  | Desconhecido |              |  |  |  |  |  |  |  |  |  |
| Magna             |              |              |              |              |              |              |              |              |              |              |              |              |              |              |              |  |  |  |  |  |  |              |              |  |  |  |  |  |  |  |  |  |
| Luke              |              |              |              |              |              |              |              |              |              |              |              |              |              |              |              |  |  |  |  |  |  |              |              |  |  |  |  |  |  |  |  |  |
| Yumiko            |              |              |              |              |              |              |              |              |              |              |              |              |              |              |              |  |  |  |  |  |  |              |              |  |  |  |  |  |  |  |  |  |
| Kelly             |              |              |              |              |              |              |              |              |              |              |              |              |              |              |              |  |  |  |  |  |  |              |              |  |  |  |  |  |  |  |  |  |
| Connie            |              |              |              |              |              |              |              |              |              |              |              |              |              |              |              |  |  |  |  |  |  |              |              |  |  |  |  |  |  |  |  |  |
| Annie             |              |              |              |              |              |              |              |              |              |              |              |              |              |              |              |  |  |  |  |  |  |              |              |  |  |  |  |  |  |  |  |  |
| Siddiq            |              |              |              |              |              |              |              |              |              |              |              |              |              |              |              |  |  |  |  |  |  |              |              |  |  |  |  |  |  |  |  |  |
| Anna              |              |              |              |              |              |              |              |              |              |              |              |              |              |              |              |  |  |  |  |  |  |              |              |  |  |  |  |  |  |  |  |  |
| Dante             |              |              |              |              |              |              |              |              |              |              |              |              |              |              |              |  |  |  |  |  |  |              |              |  |  |  |  |  |  |  |  |  |
| Hershel Greene II | Desconhecido | Desconhecido | Desconhecido | Desconhecido | Desconhecido | Desconhecido | Desconhecido | Desconhecido | Desconhecido | Desconhecido | Desconhecido | Desconhecido | Desconhecido | Desconhecido | Desconhecido |  |  |  |  |  |  |              |              |  |  |  |  |  |  |  |  |  |
| Rolland           |              |              |              |              |              |              |              |              |              |              |              |              |              |              |              |  |  |  |  |  |  |              |              |  |  |  |  |  |  |  |  |  |
| Marco             |              |              |              |              |              |              |              |              |              |              |              |              |              |              |              |  |  |  |  |  |  |              |              |  |  |  |  |  |  |  |  |  |
| Ken               |              |              |              |              |              |              |              |              |              |              |              |              |              |              |              |  |  |  |  |  |  |              |              |  |  |  |  |  |  |  |  |  |
| Alpha             |              |              |              |              |              |              |              |              |              |              |              |              |              |              |              |  |  |  |  |  |  |              |              |  |  |  |  |  |  |  |  |  |
| Brandon Rose      |              |              |              |              |              |              |              |              |              |              |              |              |              |              |              |  |  |  |  |  |  |              |              |  |  |  |  |  |  |  |  |  |
| Darius            |              |              |              |              |              |              |              |              |              |              |              |              |              |              |              |  |  |  |  |  |  |              |              |  |  |  |  |  |  |  |  |  |
| Lydia             |              |              |              |              |              |              |              |              |              |              |              |              |              |              |              |  |  |  |  |  |  |              |              |  |  |  |  |  |  |  |  |  |
| Morton Rose       |              |              |              |              |              |              |              |              |              |              |              |              |              |              |              |  |  |  |  |  |  |              |              |  |  |  |  |  |  |  |  |  |
| Tammy Rose        |              |              |              |              |              |              |              |              |              |              |              |              |              |              |              |  |  |  |  |  |  |              |              |  |  |  |  |  |  |  |  |  |
| Pete              |              |              |              |              |              |              |              |              |              |              |              |              |              |              |              |  |  |  |  |  |  |              |              |  |  |  |  |  |  |  |  |  |
| Julia             |              |              |              |              |              |              |              |              |              |              |              |              |              |              |              |  |  |  |  |  |  |              |              |  |  |  |  |  |  |  |  |  |

### Volume 25–32
| Personagem                 | Volume | Volume | Volume | Volume | Volume | Volume | Volume | Volume | Volume | Volume | Volume | Volume | Volume | Volume | Volume | Volume | Volume | Volume | Volume | Volume | Volume | Volume | Volume | Volume | Volume | Volume | Volume | Volume | Volume | Volume | Volume | Volume |
| Personagem                 | 1      | 2      | 3      | 4      | 5      | 6      | 7      | 8      | 9      | 10     | 11     | 12     | 13     | 14     | 15     | 16     | 17     | 18     | 19     | 20     | 21     | 22     | 23     | 24     | 25     | 26     | 27     | 28     | 29     | 30     | 31     | 32     |
| -------------------------- | ------ | ------ | ------ | ------ | ------ | ------ | ------ | ------ | ------ | ------ | ------ | ------ | ------ | ------ | ------ | ------ | ------ | ------ | ------ | ------ | ------ | ------ | ------ | ------ | ------ | ------ | ------ | ------ | ------ | ------ | ------ | ------ |
| Vincent                    |        |        |        |        |        |        |        |        |        |        |        |        |        |        |        |        |        |        |        |        |        |        |        |        |        |        |        |        |        |        |        |        |
| Laura                      |        |        |        |        |        |        |        |        |        |        |        |        |        |        |        |        |        |        |        |        |        |        |        |        |        |        |        |        |        |        |        |        |
| Stephanie                  |        |        |        |        |        |        |        |        |        |        |        |        |        |        |        |        |        |        |        |        |        |        |        |        |        |        |        |        |        |        |        |        |
| Beta                       |        |        |        |        |        |        |        |        |        |        |        |        |        |        |        |        |        |        |        |        |        |        |        |        |        |        |        |        |        |        |        |        |
| William                    |        |        |        |        |        |        |        |        |        |        |        |        |        |        |        |        |        |        |        |        |        |        |        |        |        |        |        |        |        |        |        |        |
| Zachary                    |        |        |        |        |        |        |        |        |        |        |        |        |        |        |        |        |        |        |        |        |        |        |        |        |        |        |        |        |        |        |        |        |
| Juanita 'Princesa' Sanchez |        |        |        |        |        |        |        |        |        |        |        |        |        |        |        |        |        |        |        |        |        |        |        |        |        |        |        |        |        |        |        |        |
| Joshua                     |        |        |        |        |        |        |        |        |        |        |        |        |        |        |        |        |        |        |        |        |        |        |        |        |        |        |        |        |        |        |        |        |
| Mike                       |        |        |        |        |        |        |        |        |        |        |        |        |        |        |        |        |        |        |        |        |        |        |        |        |        |        |        |        |        |        |        |        |
| Frost                      |        |        |        |        |        |        |        |        |        |        |        |        |        |        |        |        |        |        |        |        |        |        |        |        |        |        |        |        |        |        |        |        |
| Samuels                    |        |        |        |        |        |        |        |        |        |        |        |        |        |        |        |        |        |        |        |        |        |        |        |        |        |        |        |        |        |        |        |        |
| Lance Hornsby              |        |        |        |        |        |        |        |        |        |        |        |        |        |        |        |        |        |        |        |        |        |        |        |        |        |        |        |        |        |        |        |        |
| George                     |        |        |        |        |        |        |        |        |        |        |        |        |        |        |        |        |        |        |        |        |        |        |        |        |        |        |        |        |        |        |        |        |
| Rufus                      |        |        |        |        |        |        |        |        |        |        |        |        |        |        |        |        |        |        |        |        |        |        |        |        |        |        |        |        |        |        |        |        |
| Maxwell Hawkins            |        |        |        |        |        |        |        |        |        |        |        |        |        |        |        |        |        |        |        |        |        |        |        |        |        |        |        |        |        |        |        |        |
| Pamela Milton              |        |        |        |        |        |        |        |        |        |        |        |        |        |        |        |        |        |        |        |        |        |        |        |        |        |        |        |        |        |        |        |        |
| Elodie Hawthorne           |        |        |        |        |        |        |        |        |        |        |        |        |        |        |        |        |        |        |        |        |        |        |        |        |        |        |        |        |        |        |        |        |
| Sebastian Milton           |        |        |        |        |        |        |        |        |        |        |        |        |        |        |        |        |        |        |        |        |        |        |        |        |        |        |        |        |        |        |        |        |
| Kayla                      |        |        |        |        |        |        |        |        |        |        |        |        |        |        |        |        |        |        |        |        |        |        |        |        |        |        |        |        |        |        |        |        |
| Mercer                     |        |        |        |        |        |        |        |        |        |        |        |        |        |        |        |        |        |        |        |        |        |        |        |        |        |        |        |        |        |        |        |        |
| Jerome                     |        |        |        |        |        |        |        |        |        |        |        |        |        |        |        |        |        |        |        |        |        |        |        |        |        |        |        |        |        |        |        |        |
| Cloris                     |        |        |        |        |        |        |        |        |        |        |        |        |        |        |        |        |        |        |        |        |        |        |        |        |        |        |        |        |        |        |        |        |
| Anthony Keith              |        |        |        |        |        |        |        |        |        |        |        |        |        |        |        |        |        |        |        |        |        |        |        |        |        |        |        |        |        |        |        |        |
| Kapoor                     |        |        |        |        |        |        |        |        |        |        |        |        |        |        |        |        |        |        |        |        |        |        |        |        |        |        |        |        |        |        |        |        |

## Ranking de assassinatos
Top 10 personagens que mais mataram em The Walking Dead.
| Classificação | Personagem         | Número de Vítimas |
| ------------- | ------------------ | ----------------- |
| 1° Lugar      | Andrea             | 24                |
| 2° Lugar      | Alpha              | 13                |
| 3° Lugar      | Rick Grimes        | 12                |
| 4° Lugar      | Abraham Ford       | 11                |
| 5° Lugar      | Carl Grimes        | 10                |
| 5° Lugar      | Dwight             | 10                |
| 6° Lugar      | Michonne Hawthorne | 9                 |
| 7° Lugar      | Negan              | 8                 |
| 8° Lugar      | Aaron              | 7                 |
| 8° Lugar      | Billy Greene       | 7                 |
| 9° Lugar      | O Governador       | 6                 |
| 10° Lugar     | Beta               | 5                 |
| 10° Lugar     | Magna              | 5                 |

## Família Grimes
A família Grimes é composta por seis membros.
| Personagem | Estado | Primeira aparição | Última aparição | Número de vítimas humanas |
| --- | ------ | ----------------- | --------------- | ------------------------- |
| Rick Grimes | Morto  | #1                | #192            | 12                        |
| É o líder do grupo. Ele é o marido de Lori e pai de Carl. Antes da pandemia, Rick foi assistente de xerife na cidade de Cynthiana, Kentucky. Durante um tiroteio, Rick é baleado e, posteriormente, acorda do coma algum tempo depois. Ao reencontrar sua família no acampamento de Atlanta, Rick rapidamente assume o papel de líder do grupo de sobreviventes. No decorrer dos tempos, adota uma natureza mais sombria e assertiva, especialmente ao perder sua esposa no ataque à prisão. Em Woodbury, tem uma de suas mãos decepada pelo Governador. Ao chegarem em Alexandria, Rick começa um relacionamento com Andrea. Rick é morto depois que Sebastian Milton atira nele várias vezes e o deixa para morrer. Mais tarde, Carl encontra seu pai transformado e o acerta com um tiro na cabeça. Pessoas que assassinou: Dexter, Ceasar Martinez, 2 bandidos que tentaram estuprar Carl, 2 membros dos caçadores, Pete Anderson, Ethan, 1 salvador, Morton, Sherry e Dwight. |        |                   |                 |                           |
| Lori Grimes | Morta  | #2                | #48             | 1                         |
| É a esposa de Rick e mãe de Carl e Judith. Durante o segundo ataque do Governador à prisão, ela é baleada por Lilly enquanto foge carregando Judith, a quem ela esmaga acidentalmente ao cair. Pessoas que assassinou: Judith Grimes (acidentalmente). |        |                   |                 |                           |
| Carl Grimes | Vivo   | #2                | #193            | 10                        |
| É o filho de Rick e Lori, bem como do irmão mais velho de Judith. Carl começa como uma criança normal e inocente, mas conforme os eventos da nova ordem mundial o forçam a crescer, ele se torna mais frio e às vezes toma decisões precipitadas para o bem de seu grupo de amigos. Quando o grupo chega à prisão, Carl começa um relacionamento com Sophia. No entanto, seu relacionamento termina quando eles se separam durante o conflito com Negan. Durante uma invasão por zumbis em Alexandria, ele acidentalmente leva um tiro no olho e perde-o. Quando adolescente, Carl passa a morar em Hilltop e trabalhar como aprendiz de ferreiro, mas ainda permanece amigo de Sophia, enquanto entra em contato e depois estabelece um relacionamento sexual com a Sussurradora, Lydia. Após o salto atemporal, Carl se casa com Sophia e tem uma filha com ela, Andrea Grimes. Pessoas que assassinou: Shane, Ben e pelo menos 8 salvadores desconhecidos.                      |        |                   |                 |                           |
| Judith Grimes | Morta  | #39               | #48             | 0                         |
| É a filha recém-nascida de Lori e irmã mais nova de Carl. Embora Rick seja reconhecido como seu pai, está fortemente implícito que Shane é seu pai biológico. Durante o segundo ataque do Governador à prisão, Lori é baleada por Lilly enquanto segurava Judith, e Lori cai, esmagando e matando Judith. |        |                   |                 |                           |
| Andrea | Morta  | #2                | #167            | 24                        |
| Andrea trabalhava como atendente em um escritório de advocacia antes do apocalipse zumbi, um trabalho que ela dizia odiar. Ela é mostrada como a melhor atirada do grupo. Depois de ter um relacionamento com Dale na prisão, ela mais tarde inicia um relacionamento com Rick na comunidade de Alexandria após a morte de Dale. Ela atua como uma figura maternal para Carl e desempenha um papel importante na gestão de Alexandria, frequentemente vista como uma figura de vice-líder. Ao tentar salvar Eugene de um ataque de zumbis, Andrea acaba sendo mordida. Pessoas que assassinou: Bruce Cooper, Sam Curtis, Arlo Simmons, Johnny Aldridge, Ronnie, Jake, Alex, Evan, Andy, Jameson, Gabriel Harris, Wes Strunk, Derek, Connor, vários soldados desconhecidos de Woodbury e pelo menos 10 salvadores desconhecidos. |        |                   |                 |                           |
| Andrea Grimes | Viva   | #193              | #193            | 0                         |
| É a filha de Carl e Sophia, que reacendem o relacionamento e acabam se casando. Sophia mais tarde dá à luz uma menina, a quem deram o nome de Andrea Grimes, em homenagem a madrasta de Carl. |        |                   |                 |                           |

## Família Jones
A família Jones encontra Rick na sua cidade natal assim que ele sai do hospital.
| Personagem | Estado | Primeira aparição | Última aparição | Número de vítimas humanas |
| --- | ------ | ----------------- | --------------- | ------------------------- |
| Morgan Jones | Morto  | #1                | #83             | 4                         |
| É o pai dedicado de Duane, lutando para superar a recente morte de sua esposa. Ele e seu filho buscam refúgio na cidade natal de Rick depois do surto zumbi. Ele é a primeira pessoa viva que Rick encontra depois de acordar do coma. Em algum tempo posterior, Duane é vítima dos zumbis e se transforma. Morgan, incapaz de lidar com a morte de seu filho, recorre a trancar Duane em casa com correntes e alimenta-lo com viajantes que por ali passam. Mais tarde, Rick o aceita como membro de seu grupo. Ele desenvolve uma atração e, consequentemente, uma relação complicada com Michonne. Enquanto tentava impedir a invasão de zumbis em Alexandria, ele é pego de surpresa e acaba sendo mordido no braço. Michonne amputa seu braço na tentativa de livrá-lo da infecção, mas com a perda de sangue, Morgan acaba morrendo. Pessoas que assassinou: Pelo menos quatro homens desconhecidos. |        |                   |                 |                           |
| Duane Jones | Morto  | #1                | #59             | 0                         |
| É o jovem filho de Morgan que se escondia em várias casas na vizinhança de Rick, tentando escapar do apocalipse zumbi. Depois de conhecer Rick e receber armas da delegacia, Morgan e Duane se separam de Rick, potencialmente para se encontrarem novamente algum dia. Muito mais tarde, no Natal, eles são vistos vivos e bem, morando em uma cabana no alto de uma montanha. Quando Rick reencontra Morgan e descobre que Duane foi mordido e acorrentado pelo seu pai, pede para Morgan por um fim nele, mas incapaz de executa-lo, Morgan o solta e o deixa vagando livremente pela casa. |        |                   |                 |                           |

## Sobreviventes de Atlanta
Quando o apocalipse começou, várias pessoas tentaram entrar na cidade de Atlanta, mas, como não conseguiram, ficaram próximos da cidade, na esperança de serem resgatados.
| Personagem | Estado | Primeira aparição | Última aparição | Número de vítimas humanas |
| --- | ------ | ----------------- | --------------- | ------------------------- |
| Shane Walsh | Morto  | #1                | #37             | 0                         |
| Era um policial, parceiro e amigo de longa data de Rick Grimes. Com o início do surto zumbi e com Rick em coma, ele resgata a família de Rick e lidera um grupo de sobreviventes, envolvendo-se sexualmente com a esposa de Rick, Lori e se tornando uma figura paternal para Carl. Quando Rick retorna vivo para sua família, Shane fica cada vez mais enciumado com o relacionamento deles, assim como o papel que Rick passa a ter no grupo. Ao tentar ameaçá-lo, ele leva um tiro no pescoço disparado por Carl e acaba morrendo no acampamento. |        |                   |                 |                           |
| Amy | Morta  | #3                | #5              | 0                         |
| A irmã mais nova de Andrea. Durante um ataque de zumbis no acampamento, Amy é mordida, e Andrea, para evitar sua transformação, atira em sua cabeça e a enterra na floresta mais próxima. |        |                   |                 |                           |
| Dale Horvath | Morto  | #3                | #66             | 0                         |
| O membro mais velho e mostra-se ser o mais o sábio do grupo. Apesar da diferença de idade, inicia um relacionamento com Andrea. Na prisão, tem seu pé amputado após ser mordido por um zumbi. Tempos mais tarde, na floresta, Dale é mordido novamente, mas não menciona ao grupo. Ele é pego e nocauteado pelos caçadores que então cozinham e comem sua perna. Depois que o grupo de Rick encontra e mata os caçadores, eles levam Dale de volta para a igreja. Com a sua morte, ele é baleado por Andrea para evitar a transformação e seu corpo é queimado. |        |                   |                 |                           |
| Glenn Rhee | Morto  | #2                | #101            | 0                         |
| Antes do surto zumbi, Glenn trabalhava como entregador de pizzas em Atlanta. Em uma de suas corridas em busca de suprimentos na cidade, ele encontra Rick e o leva de volta ao grupo, reunindo-o com sua família. Ao chegarem na fazenda, Glenn se envolve amorosamente com Maggie, a filha de Hershel. Em Alexandria, ele firma uma parceria com Heath na busca por suprimentos. Ao descobrir a gravidez de Maggie, ele planeja viver com ela em Hilltop, para que Maggie, Sophia e seu bebê ficassem seguros, porém no caminho, o grupo é cercado pelos Salvadores e Glenn é espancado até a morte com um taco de beisebol por Negan.                                                                                                  |        |                   |                 |                           |
| Carol Peletier | Morta  | #3                | #42             | 0                         |
| Uma jovem dona de casa e mãe de Sophia. Ela é retratada como uma mulher frágil, dependendo de outras pessoas para suporte emocional e físico. Pouco antes da prisão, inicia um relacionamento com Tyreese até que ele a trai com Michonne, o que contribui para seu colapso psicológico contínuo. Ela morre na prisão, se atirando e deixando ser mordida por um zumbi. Isso vem depois da infidelidade de Tyreese e da rejeição de Lori de viver um relacionamento poliamoroso. Sua filha é adotada por Glenn e Maggie. |        |                   |                 |                           |
| Sophia Peletier | Viva   | #2                | #193            | 0                         |
| É a filha de Carol e passa a ser a filha adotiva de Maggie e Glenn. No início, ela desenvolve uma amizade e depois um relacionamento com Carl até que eles se separam nas duas comunidades de Alexandria e Hilltop. Depois da morte de Carol, Sophia admite mentir ao fingir que Maggie e Glenn são seus pais verdadeiros, apenas para não ter as más lembranças dos acontecimentos com sua mãe biológica. Após a guerra contra os Salvadores, Sophia e Carl se reencontram em Hilltop. Ela é brutalmente espancada por dois garotos depois de tentar impedi-los de ferir outra pessoa, antes que Carl a defenda e os deixe em estado crítico. Vários anos após a morte de Rick, Sophia se casa com Carl e tem uma filha chamada Andrea. |        |                   |                 |                           |
| Jim | Morto  | #2                | #6              | 0                         |
| Trabalhava como mecânico antes do apocalipse e se junta ao grupo de sobreviventes depois que sua família inteira foi morta por zumbis. Durante um ataque de zumbis no acampamento, Jim acaba sendo mordido e pede para ser deixado para trás, numa tentativa de "juntar-se a sua família". |        |                   |                 |                           |
| Allen | Morto  | #2                | #23             | 0                         |
| O marido de Donna e pai dos gêmeos Billy e Ben. Antes da pandemia, Allen tinha uma loja de calçados em um shopping. Após a morte de sua esposa, Allen cai em uma profunda depressão, mas resolve tentar se reerguer ao ajudar o grupo a limpar a prisão, porém acaba sendo mordido no pé. Em um esforço para conter a infecção, Rick fez uma violenta e fracassada tentativa de amputação. Depois de uma longa luta pela sobrevivência contra a perda de sangue e infecções graves se instalando, Allen morre. Ele é baleado na cabeça por Rick antes que pudesse se transformar e seu corpo é enterrado fora da prisão. |        |                   |                 |                           |
| Donna | Morta  | #3                | #9              | 0                         |
| A esposa de Allen e mãe dos gêmeos Billy e Ben. Retratada como uma mulher alegre, amorosa e atenciosa com sua família e amigos. No acampamento em Atlanta, assume algumas reponsabilidades domésticas com outras mulheres do grupo. Pouco tempo depois, quando o grupo tenta se estabelecer no condomínio de Wiltshire Estates, Donna é morta por um zumbi e seu corpo é devorado, deixando Allen permanentemente devastado. |        |                   |                 |                           |
| Billy | Morto  | #2                | #61             | 0                         |
| Irmão gêmeo de Ben e filho de Allen e Donna. Ele é adotado por Dale e Andrea após a morte de seus pais. A caminho de Washington, D.C., Billy é brutalmente esfaqueado por Ben, que está convencido de que não fez nenhum mal a Billy e que ele vai retornar, deixando Andrea e Dale arrasados com sua perda. |        |                   |                 |                           |
| Ben | Morto  | #2                | #61             | 1                         |
| Irmão gêmeo de Billy e filho de Allen e Donna que também é adotado por Dale e Andrea após a morte de seus pais. Ele parece não entender o que está acontecendo no mundo, acreditando que os zumbis ainda são pessoas. Na estrada para D.C., Ben mata Billy, convencido de que ele voltará. O grupo debate sobre o que fazer com Ben, porém à noite, Carl entra furtivamente na van onde Ben está preso e o executa. Pessoas que assassinou: Billy. |        |                   |                 |                           |

## Grupo de Tyreese
O grupo de Tyreese é encontrado na estrada nas proximidades de Atlanta. Então, eles seguem viagem com o grupo de Rick.
| Personagem | Estado | Primeira aparição | Última aparição | Número de vítimas humanas |
| --- | ------ | ----------------- | --------------- | ------------------------- |
| Tyreese | Morto  | #7                | #72             | 1                         |
| Um ex-jogador de futebol americano e pai de Julie. Tyreese mostra-se ser um pai dedicado, bem como um sobrevivente e uma figura de liderança para o grupo. No entanto, ele também é um indivíduo muito falho, com dificuldade em armazenar armas de fogo e problemas emocionais. Apesar disso, ele é muito admirado por seus companheiros sobreviventes e é um modelo para Carl, enquanto atua como o braço direito de Rick. Ele é morto pelo Governador do lado de fora da prisão, sendo decapitado pela espada de Michonne. Pessoas que assassinou: Chris. |        |                   |                 |                           |
| Julie | Morta  | #7                | #15             | 0                         |
| É a filha adolescente de Tyreese. Durante os estágios iniciais de limpeza da prisão, ela e Chris atuam como babás. Depois de fazer sexo pela primeira vez com Chris, ela realiza um malfadado pacto de suicídio com o namorado, que a mata antes da hora. Ela logo se transforma nos braços de Tyreese e quase mata seu pai antes de ser mortalmente baleada por Chris novamente. |        |                   |                 |                           |
| Chris | Morto  | #7                | #15             | 1                         |
| É o namorado de Julie. Enquanto o resto do grupo limpa a prisão, ele se torna babá das crianças junto de Julie, o que sempre lhe deixa mal-humorado. Sem o conhecimento dos outros, Chris exorta Julie a um pacto suicida idealista da juventude, e o executa a esmo, uma noite, na prisão, atirando nela. Julie se transforma nos braços de seu pai e Chris atira nela uma segunda vez. Tyreese, furioso, sufoca Chris até a morte. Pessoas que assassinou: Julie.                                                                                          |        |                   |                 |                           |

## Fazenda Greene
Os membros da fazenda Greene são todos aqueles que residiam ali quando o grupo chegou.
| Personagem | Estado | Primeira aparição | Última aparição | Número de vítimas humanas |
| --- | ------ | ----------------- | --------------- | ------------------------- |
| Hershel Greene | Morto  | #10               | #48             | 1                         |
| É o patriarca da família Greene e o proprietário da fazenda onde o grupo de Rick é convidado a ficar enquanto Carl se recupera de sua cirurgia. Um homem religioso, Hershel acredita que os zumbis são pessoas doentes, por isso mantém alguns amigos e membros de sua família presos em um celeiro. Ele expulsa o grupo de Rick de sua propriedade quando eles matam os zumbis, porém mais tarde, ele é convencido a se juntar ao grupo na prisão ao perceber que a fazenda não é segura. Durante o segundo ataque do Governador, Hershel se rende ao ver seu filho Billy morto e acaba sendo executado pelo próprio Governador. Pessoas que assassinou: Pelo menos um soldado de Woodbury. |        |                   |                 |                           |
| Shawn Greene | Morto  | #11               | #11             | 1                         |
| É o filho mais velho de Hershel e o primeiro membro da família Greene a ser morto pelos zumbis. Ele é transformado e trancado no celeiro até que uma possível cura possa ser descoberta. Em um descuido, ele escapa do celeiro e mata seu irmão Arnold. Ele é baleado por Hershel quando Hershel conclui que seu filho nunca mais voltará a ser quem era. Pessoas que assassinou: Arnold Greene (infectado). |        |                   |                 |                           |
| Lacey Greene | Morta  | #10               | #11             | 0                         |
| A segunda filha de Hershel. Ela é mostrada como uma moça sarcástica e cansada das ideias e pensamentos de seu pai. Durante a estadia do grupo na prisão, Lacey compartilha seu amor pela leitura com Carol. Ela é morta pelos zumbis que foram mantidos no celeiro da família enquanto tentavam salvar Arnold. |        |                   |                 |                           |
| Arnold Greene | Morto  | #10               | #11             | 0                         |
| O terceiro filho de Hershel. Ele é mostrado como leal e confiável para com seu pai. Ele é mordido por seu irmão, Shawn, que se tornou um zumbi e foi mantido trancado dentro do celeiro da família. Ele é baleado por Hershel para evitar sua transformação. |        |                   |                 |                           |
| Maggie Greene | Viva   | #10               | #193            | 2                         |
| A quarta filha de Hershel que se torna namorada de Glenn. Ela eventualmente se torna sua esposa e mais tarde viúva, e assume o papel de mãe substituta de Sophia após o suicídio de Carol. Em Alexandria descobre que está grávida. Após a morte de Glenn, ela se muda com Sophia para Hilltop. Ela renuncia Gregory como líder, revelando-o como um covarde por se aliar ao homem que assassinou Glenn, apenas se preocupando com sua própria segurança. Eventualmente, ela se torna a líder da comunidade enquanto move forças com os moradores de Hilltop na guerra contra os Salvadores. Dois anos após a guerra, ela continua a ser uma líder forte e capaz, enquanto também cuida de seu filho de dois anos, Hershel Greene II. Em um novo confronto com Gregory, ela não vê alternativa a não ser executa-lo após este tentar matá-la envenenada. Após o salto de vários anos, ela se torna a presidente do Império, a comunidade com cerca de cinquenta mil pessoas em Ohio. Pessoas que assassinou: Thomas Richards e Gregory. |        |                   |                 |                           |
| Billy Greene | Morto  | #10               | #48             | 7                         |
| O quinto filho de Hershel. Descrito como um adolescente impetuoso e rebelde, se tornou um dos melhores atiradores do grupo. Billy acaba tendo um caso de uma noite com Carol antes que ela cometa suicídio, o que o faz se sentir culpado. Durante o segundo ataque do Governador à prisão, Billy é assassinado por alguém desconhecido ao tentar fugir com seu pai. Pessoas que assassinou: Charlie Banes, Rudy Warburton, Daniel, Teddy Grainger, Bart, Don Horgan e pelo menos um soldado de Woodbury desconhecido. |        |                   |                 |                           |
| Rachel Greene | Morta  | #10               | #16             | 0                         |
| É uma das filhas gêmeas mais novas de Hershel. Junto com sua irmã, ela é decapitada por Thomas quando estava sozinha na barbearia da prisão. |        |                   |                 |                           |
| Susie Greene | Morta  | #10               | #16             | 0                         |
| Uma das filhas gêmeas mais novas de Hershel, que também é decapitada por Thomas enquanto brincava com sua irmã. |        |                   |                 |                           |
| Otis | Morto  | #9                | #35             | 0                         |
| O namorado de Patricia e vizinho de Hershel. Ele acidentalmente atira e quase mata Carl enquanto caçava na floresta. Otis permanece cuidando da fazenda quando os Greene se juntam a Rick e aos outros na prisão. Durante um ataque de zumbis, ele é salvo por Michonne, se junta ao grupo e posteriormente termina seu relacionamento com Patricia após saber de sua parte na tentativa de golpe de Dexter. Quando a prisão é temporariamente invadida por zumbis, Otis é atacado e morto. Seu corpo é encontrado parcialmente devorado e transformado por Rick, que atira em sua cabeça. |        |                   |                 |                           |
| Patricia | Morta  | #10               | #48             | 0                         |
| É a namorada incrivelmente ingênua de Otis. Depois que Thomas mata as filhas gêmeas de Hershel, Patricia tenta libertá-lo para que os outros sobreviventes não o executem. Thomas a ataca logo em seguida, mas ela é salva por Maggie que atira e o mata. Sua ingenuidade permite que os presidiários a convençam a ajudá-los a retomar a prisão de Rick, embora seu plano tenha fracassado depois que Dexter é morto. Patricia então se torna uma pária entre os sobreviventes (principalmente Maggie e Hershel), mas recupera a aceitação salvando a vida de Rick por meio de uma transfusão de sangue antes do ataque à prisão. Ela é baleada e morta por um membro de Woodbury durante o ataque final à prisão. |        |                   |                 |                           |

## Os Prisioneiros
Um grupo de quatro detentos que ficaram isolados do mundo após o início do apocalipse e são descobertos na prisão pelo grupo de Rick.
| Personagem | Estado | Primeira aparição | Última aparição | Número de vítimas humanas |
| --- | ------ | ----------------- | --------------- | ------------------------- |
| Axel | Morto  | #13               | #47             | 0                         |
| É descrito como um velho motoqueiro branco de cabelos grisalhos e que foi preso por assalto à mão armada. Quando Dexter tenta forçar os sobreviventes a saírem da prisão, Axel os defende. Sendo o único dos quatro condenados a permanecer com os sobreviventes durante a maior parte da história, ele finalmente encontra a confiança deles por meio de trabalho árduo e compromisso sincero. Depois de ajudar os sobreviventes a ajustar as defesas, ele leva um tiro na cabeça, uma das primeiras vítimas do segundo ataque à prisão. |        |                   |                 |                           |
| Dexter | Morto  | #13               | #19             | 2                         |
| Um detento afro-americano imponente e fisicamente intimidador, condenado pelo assassinato de sua esposa e do amante. Ele ironicamente confia nos outros sobreviventes muito menos do que eles confiam nele. Após o assassinato das gêmeas Greene, Lori leva o grupo a prendê-lo erroneamente por ser o único condenado conhecido por assassinato. Depois que Thomas é revelado como o responsável e Dexter não recebe nenhum pedido de desculpas, ele se revolta e reúne Andrew e Patricia com um equipamento de choque para expulsar os sobreviventes da prisão. Ele é logo depois morto discretamente em uma luta contra zumbis por Rick, que o encobre como uma bala perdida. Pessoas que assassinou: Sua esposa e o amante dela. |        |                   |                 |                           |
| Andrew | Morto  | #13               | #19             | 0                         |
| Um ex-usuário de drogas com dreads que acredita que Deus enviou o apocalipse zumbi para ajudá-lo a "ficar limpo". Ele tem um relacionamento com Dexter, aparentemente apaixonado por ele, provavelmente devido à quantidade de tempo que passou trancado sozinho com ele e os outros dois presidiários. Após a morte de Dexter, ele fica extremamente perturbado; posteriormente, ele foge da prisão durante a chegada de Michonne e Otis. |        |                   |                 |                           |
| Thomas Richards | Morto  | #13               | #20             | 2                         |
| Um homem nerd que afirma estar preso por sonegação de impostos. Ele é na verdade um lunático homicida que mata duas das filhas de Hershel e tenta assassinar Andrea antes de ser espancado até perder os sentidos por um Rick enfurecido. Patricia tenta libertá-lo para que os outros sobreviventes não o executem, quase morrendo no processo. Mais tarde, ele é baleado repetidamente por Maggie após sua tentativa de fuga. Seu corpo é jogado para fora da prisão e devorado pelos mortos. Pessoas que assassinou: Rachel Greene e Susie Greene. |        |                   |                 |                           |

## Grupo de Michonne
Grupo formado por Michonne, seu namorado Mike e o melhor amigo dele, Terry.
| Personagem | Estado | Primeira aparição | Última aparição | Número de vítimas humanas |
| --- | ------ | ----------------- | --------------- | ------------------------- |
| Michonne | Viva   | #19               | #193            | 9                         |
| É uma sobrevivente ágil que possui uma katana e que salva a vida de Otis nos portões da prisão, se juntando ao grupo de Rick em seguida. Uma vez lá dentro, inicia um relacionamento com Tyreese, mesmo sabendo de sua relação com Carol. Ela encontra Woodbury junto com Rick e Glenn ao investigar a queda de um helicóptero militar. Por lá, ela é torturada e estuprada pelo Governador, a quem jura vingança, retornando para deixá-lo praticamente morto se não tivesse sido vista pelos seus capangas. Em Alexandria, ela se queixa de solidão e acaba inicia um relacionamento relâmpago com Morgan. Na Commonwealth, reencontra sua filha Elodie após acreditar que esta estava morta. Após o salto de 25 anos, Michonne é mostrada como a juíza do Império. Pessoas que assassinou: Eugene Cooney, James Lee Steagal, Raymond Hilliard, Eric, 3 salvadores e pelo menos 2 sussurradores desconhecidos. |        |                   |                 |                           |
| Mike | Morto  | #19               | #72             | 0                         |
| O namorado reanimado de Michonne, que é usado para se camuflar com os outros zumbis. É revelado que Mike e Terry se encontraram com Michonne antes de ficarem em uma casa isolada onde um zumbi tentou entrar e mordeu-o no braço. Ele é decapitado por Michonne após ela ser aceita no grupo da prisão. |        |                   |                 |                           |
| Terry | Morto  | #19               | #72             | 0                         |
| O melhor amigo do namorado de Michonne, Mike, que também foi usado como camuflagem por ela após sua morte e transformação. |        |                   |                 |                           |

## Woodbury
Uma cidade-refúgio de um grupo de pessoas, comandada por Brian Blake, também conhecido como "O Governador".
| Personagem | Estado       | Primeira aparição | Última aparição | Número de vítimas humanas |
| --- | ------------ | ----------------- | --------------- | ------------------------- |
| O Governador | Morto        | #27               | #48             | 6                         |
| Philip Blake (nos livros revelado ser Brian Blake, Philip é o nome do seu irmão) é o líder de Woodbury. Com a chegada de Rick, Glenn e Michonne à cidade ele os aprisiona. Ele corta a mão de Rick, tortura Glenn mentalmente e estupra Michonne repetidamente. Para saber a localização da prisão, o Governador permite que os sobreviventes escapem do local com a ajuda de Martinez. No entanto, Michonne fica para trás e encontra o caminho para o apartamento dele, onde consegue amarrá-lo e torturá-lo com vários instrumentos, desmembrando-o e desfigurando-o. O Governador sobrevive e finalmente encontra a prisão. Depois de uma tentativa fracassada de entrar usando Tyreese como refém, o Governador destrói as cercas com um tanque. Após a batalha, as tensões aumentam dentro de seu grupo, pois a munição restante é limitada e um punhado de suas próprias consciências morais entram em jogo. O Governador força Lilly a matar Lori, e Lilly, que vê uma oportunidade de encerrar o reinado do Governador, atira em sua cabeça e chuta seu corpo para os zumbis. Pessoas que assassinou: Scott Moon, Christina Meredith Haben, Tyreese, Patricia, Alice Warren e Hershel Greene. |              |                   |                 |                           |
| Penny Blake | Morta        | #29               | #43             | 0                         |
| É a filha (nos livros revelado ser a sobrinha) do Governador, que ele cuida mesmo já estando morta e transformada. O Governador a mantém trancada em seu apartamento e a alimenta com restos humanos. |              |                   |                 |                           |
| Alice Warren | Morta        | #29               | #48             | 1                         |
| Uma estudante de design de interiores que após residir em Woodbury passa ser a assistente do Dr. Stevens. Ela opta por deixar Woodbury com Rick e posteriormente na prisão ajuda no parto do bebê de Lori. Enquanto tentava cobrir Rick e sua família em sua fuga, ela é pessoalmente morta por um Governador vingativo durante o segundo ataque à prisão. Pessoas que assassinou: Pelo menos um soldado de Woodbury. |              |                   |                 |                           |
| Bob Stookey | Desconhecido | #29               | #43             | 0                         |
| Um ex-médico do exército que vive como um bêbado pelas ruas de Woodbury, mas que possui um respeito e um sentimento da parte do Governador. Com a fuga do Dr. Stevens e de Alice, cabe a ele cuidar dos ferimentos severos do Governador causados por Michonne. Após uma lenta recuperação, o Governador pede a ele para cuidar de Penny até que o exército de Woodbury retorne após matar os sobreviventes da prisão. |              |                   |                 |                           |
| Lilly Caul | Desconhecido | #43               | #48             | 3                         |
| É uma mulher morena furiosa de Woodbury que participou do ataque à prisão. Antes de Woodbury, vivia com um grupo de sobreviventes em um acampamento ao ar livre. Ela é ordenada pelo Governador a matar Lori, que está protegendo Judith. Depois de atirar nelas, ela descobre que o Governador a forçou a matar um bebê, e ela fica extremamente perturbada. Quando uma grande multidão de zumbis invade o pátio da prisão, Lilly mata o Governador e joga seu corpo para a horda enquanto tenta conduzir o remanescente dos sobreviventes de Woodbury para fuga. Ela escapa da prisão, levando um pequeno grupo de soldados sobreviventes de Woodbury de volta à segurança da cidade, se tornando a líder de Woodbury. Pessoas que assassinou: Lori Grimes, Judith Grimes (acidentalmente) e Brian Blake. |              |                   |                 |                           |
| Bruce Cooper | Morto        | #27               | #43             | 0                         |
| O braço direito do Governador e um de seus melhores amigos.mEle é extremamente leal ao Governador, exibindo essa característica quando quase matou Glenn sem qualquer hesitação sob suas ordens. Quando o grupo de Rick se aventurou a saquear um mercado próximo à Woodbury, Bruce lidera uma equipe para enfrentá-los; ele é então baleado no pescoço por Andrea e dado como morto. O Governador mais tarde o descobre vivo e agonizando, mas a tempo de dar ao seu chefe informações sobre as ações do sobrevivente antes que Brian atire nele, para evitar sua transformação. |              |                   |                 |                           |
| Gabriel Harris | Morto        | #27               | #47             | 0                         |
| Ou simplesmente Gabe, outro capanga leal ao Governador. Gabe é descrito como um homem baixo e atarracado e parece extremamente obediente ao Governador, embora hesitante e duvidoso de algumas de suas ações. Ele se torna o principal confidente do Governador após a morte de Bruce, organizando Woodbury contra a comunidade da prisão. Ele lidera os grupos de reconhecimento e é responsável por descobrir a localização da prisão, bem como pela captura e tortura de Tyreese, entregando-o ao Governador para usá-lo como alavanca. Ele é baleado e morto por Andrea durante o segundo ataque à prisão. |              |                   |                 |                           |
| Caesar Martínez | Morto        | #27               | #43             | 0                         |
| O soldado de Woodbury que permitiu a entrada de Rick, Glenn e Michonne. Mais tarde, ele ajuda o grupo de Rick a escapar. No meio do caminho, Martinez os trai ao abandonar o grupo apenas para contar ao Governador a localização da prisão. Durante sua fuga de volta à Woodbury, Rick o atropela no trailer e o estrangula até a morte. O corpo reanimado de Martinez é descoberto por um grupo de soldados de Woodbury, e apenas sua cabeça é levada de volta na tentativa de manipular a população para virá-las contra o grupo da prisão. |              |                   |                 |                           |
| Dr. Stevens | Morto        | #28               | #32             | 0                         |
| O principal médico de Woodbury que nunca concordou com os métodos de sobrevivência do Governador, porém os aceita para garantir sua hospitalidade. Ao escapar de Woodbury com os outros, ele é mordido por um zumbi e deixado para trás. Posteriormente, Lilly descobre seu corpo transformado e o executa. |              |                   |                 |                           |
| Marianne Williams | Desconhecido | #32               | #32             | 0                         |
| Uma residente em Woodbury que se aproxima do Dr. Stevens enquanto ele está tentando escapar com o grupo de Rick, na esperança de marcar uma consulta para seu filho Matthew, que adoeceu recentemente. O Dr. Stevens diz a ela para reagendar, embora saiba que nunca mais voltará a Woodbury. |              |                   |                 |                           |
| Hap Abernathy | Desconhecido | #48               | #48             | 0                         |
| Um membro do exército de Woodbury, que participou do ataque à prisão. Depois que a prisão é invadida por zumbis, ele e um pequeno grupo de soldados sobreviventes são levados em segurança para Woodbury por Lilly Caul. |              |                   |                 |                           |
| Gloria Pyne | Desconhecido | #43               | #47             | 0                         |
| Membro do Exército Woodbury. Ela procura Tyreese e Michonne depois que eles escaparam. Após o ataque final à prisão, Gloria e um pequeno grupo de soldados sobreviventes foram conduzidos em segurança para Woodbury por Lilly Caul, que agora assumiu a liderança da cidade. |              |                   |                 |                           |

## Sobreviventes pós-prisão
Alguns sobreviventes que chegaram após a queda da prisão.
| Personagem | Estado | Primeira aparição | Última aparição | Número de vítimas humanas |
| --- | ------ | ----------------- | --------------- | ------------------------- |
| Abraham Ford | Morto  | #53               | #99             | 11                        |
| É um ex-sargento do exército dos Estados Unidos. Algum tempo depois que o surto zumbi começou, Abraham conhece Eugene, que alegou ser um cientista com informações de como acabar com a epidemia, mas para isso acontecer teria que viajar para Washington D.C. Ao chegarem em Alexandria, ele tem um caso com Holly, que o leva a romper com Rosita. Ele é assassinado por Dwight, um membro dos Salvadores, após este disparar uma flecha que atravessa sua cabeça. Pessoas que assassinou: Craig, Carlos e pelo menos nove sobreviventes não identificados. |        |                   |                 |                           |
| Eugene Porter | Vivo   | #53               | #193            | 1                         |
| Um professor de ciências do ensino médio que mentiu sobre ser um cientista que trabalhava na cura do surto zumbi apenas para receber proteção de outras pessoas. Ele é conhecido por sua inteligência, ajudando inclusive na fabricação de munições, e contribui com o grupo sugerindo ideias para Rick. Após a morte de Abraham, passa a morar com Rosita, prometendo ajudá-la a cuidar de seu bebê. No entanto, Rosita é uma das vítimas dos Sussurradores. Após sua morte, Eugene fica perturbado, mas acaba conhecendo e iniciando um relacionamento com Stephanie, a mulher de Ohio a quem ele conversava por rádio. Pessoas que assassinou: Donnie.                                                                                         |        |                   |                 |                           |
| Rosita Espinosa | Morta  | #53               | #171            | 0                         |
| A mulher que se juntou a Abraham e Eugene em sua missão para chegar a Washington D.C. Ela é um contraponto à brutalidade potencial de Abraham; gentil e compreensiva, capaz de neutralizar e diminuir as instabilidades emocionais de Abraham ou falar de impulsos desumanos. Depois que Abraham tem um caso com Holly, ela vai morar com Eugene e começa um relacionamento com ele. Ela lamenta Abraham junto com Holly após sua morte. Depois de dois anos, ela está grávida, mas diz a Eugene que ele não é o pai. Depois que Alpha marca uma fronteira entre os Sussurradores e as outras comunidades, Rosita é uma das muitas vítimas que foi decapitada com sua cabeça colocada em uma estaca.                                              |        |                   |                 |                           |
| Gabriel Stokes | Morto  | #61               | #159            | 0                         |
| Um padre que se deparou com o grupo de Rick após deixar sua igreja, onde estava se escondendo dos mortos-vivos. Rick e os outros não confiam nele por um momento, mas depois descobrem que o padre sobreviveu por vários meses sozinho, rejeitando seus seguidores e quaisquer outros civis de ataques zumbi. Como consequência, porém, ele agora sente remorso. Durante o conflito com os Sussurradores, ele se junta ao exército de Rick, treinando intensamente com Dwight e provando ser um excelente atirador. Enquanto na torre de guarda, os Sussurradores se aproximam com uma horda de zumbis. Gabriel tenta avisar Rick, mas cai e prende sua perna. Implorando por misericórdia, Beta o estripou, deixando-o para os zumbis devorarem. |        |                   |                 |                           |

## Os Caçadores
Os Caçadores são um grupo de sobreviventes canibais que os sobreviventes encontraram durante a viagem para Washington, D.C.
| Personagem | Estado | Primeira aparição | Última aparição | Número de vítimas humanas |
| --- | ------ | ----------------- | --------------- | ------------------------- |
| Chris, Theresa, David, Greg, Charlie e Albert | Mortos | #61               | #66             | -                         |
| São membros de um grupo que passam a rastrear Rick e seus amigos na estrada. Os Caçadores, liderados por Chris, começam como um grupo regular de sobreviventes; mas, à medida que a comida fica escassa, recorrem ao canibalismo, argumentando que caçar animais era uma perda de tempo e que os humanos seriam muito mais fáceis de caçar e matar. Eles normalmente caçam pequenos grupos de sobreviventes. Chris e os Caçadores conseguem capturar Dale no meio da noite. Depois de descobrir que Dale é "carne contaminada" por causa de seu ferimento de mordida, Chris e os outros o espancam e decidem deixá-lo na frente da igreja. Enquanto o grupo de Rick socorre Dale, os Caçadores atiram em Glenn na perna, acreditando que os sobreviventes seriam alvos mais fáceis se estivessem com medo. O grupo de Rick eventualmente descobre Chris e os outros em um bairro abandonado. Rick tenta negociações para fazer com que os Caçadores parem de atacar seu grupo. Rick também descobre que os Caçadores comeram seus próprios filhos. Esta é a única vez que Chris mostra sinais de remorso, mas justifica dizendo que era para sobreviver, já que os animais selvagens comeriam seus próprios filhotes se, de outra forma, morressem de fome. Depois de ter seu dedo decapado por Andrea, Chris e os Caçadores têm suas armas tiradas à força por Abraham. Depois de se render a Rick e implorar por sua vida, os Caçadores são mutilados e espancados até a morte por Rick e os outros. |        |                   |                 |                           |

## Zona Segura de Alexandria
Uma comunidade de sobreviventes nos arredores de Washington, onde todos trabalham e desfrutam de energia solar.
| Personagem | Estado       | Primeira aparição | Última aparição | Número de vítimas humanas |
| --- | ------------ | ----------------- | --------------- | ------------------------- |
| Aaron | Vivo         | #67               | #193            | 7                         |
| É um dos recrutadores da comunidade de Alexandria que encontra o grupo de Rick após eles conhecerem Abraham, Rosita e Eugene. Ele observa o grupo de longe até que os encontre adequados para a comunidade. Embora os sobreviventes suspeitem dos motivos de Aaron, eles vão junto com ele e se juntam à comunidade. Após o salto no tempo, Aaron ainda reside em Alexandria, mas é esfaqueado por Beta. Ele sobrevive ao ataque à Hilltop, salvando Carl de um prédio em chamas. Após a morte de seu namorado Eric, inicia um relacionamento com Jesus. Pessoas que assassinou: Beta, 3 salvadores e pelo menos 3 sussurradores desconhecidos. |              |                   |                 |                           |
| Eric | Morto        | #68               | #119            | 0                         |
| O namorado e parceiro recrutador de Aaron. Durante a batalha contra os Salvadores, enquanto o esquadrão de Rick invade um de seus postos avançados, Eric é um dos vários mortos durante o cerco com um tiro na cabeça, deixando Aaron devastado. |              |                   |                 |                           |
| Douglas Monroe | Morto        | #70               | #83             | 2                         |
| Um ex-congressista democrata de Ohio que se estabeleceu com sua família e se tornou o líder de Alexandria. Ele é marido de Regina e pai de Spencer. Ele recebe Rick e seus amigos de braços abertos, embora exija que eles sigam suas regras. Ele fica perturbado com a morte de Regina e se isola em sua casa durante um longo período. Durante a invasão de zumbis à Alexandria, Douglas tenta ajudar, porém é cercado e devorado pelos mortos, mas não antes de atirar acidentalmente em Carl. Pessoas que assassinou: Pelo menos 2 homens desconhecidos. |              |                   |                 |                           |
| Regina Monroe | Morta        | #70               | #78             | 0                         |
| A esposa de Douglas e mãe de Spencer. Com a chegada do grupo de Rick, ela fica irritada com Douglas, temendo sua segurança, mas acaba os aceitando com o tempo. Ela é morta por Pete Anderson, após dizer-lhe para guardar uma faca. Sua morte permite que Douglas deixe Rick matar Pete. |              |                   |                 |                           |
| Spencer Monroe | Morto        | #72               | #112            | 0                         |
| O filho de Douglas e Regina Monroe. Ele e Andrea demonstram um interesse mútuo quase iniciando um relacionamento, mas Andrea desiste quando Spencer mostra sinais de extremo egoísmo. Mais tarde, ele participa de um golpe contra Rick liderado por Nicholas, culpando Rick pela morte de seus pais. Durante uma visita dos Salvadores em Alexandria, ele se aproxima de Negan para dizer-lhe que seria melhor se ele liderasse Alexandria e diz a Negan que Rick não é confiável. Ele pergunta se Negan pode matar Rick para colocá-lo no comando; decepcionado com a tentativa de Spencer de trair seu líder, Negan diz que ele é um covarde por pedir a outra pessoa para fazer seu trabalho sujo e imediatamente o estripou. |              |                   |                 |                           |
| Scott | Morto        | #69               | #78             | 0                         |
| Um jovem afro-americano que buscava suprimentos para Alexandria e o melhor amigo de Heath. Após uma busca por suprimentos, Scott tem sua perna ferida depois de cair de um telhado. A ferida infecciona e não muito depois Scott morre da infecção. |              |                   |                 |                           |
| Heath | Vivo         | #69               | #192            | 0                         |
| É um jovem afro-americano que sai em missões de escotismo para a comunidade. Depois que seu parceiro Scott morre de uma infecção, Glenn se torna seu novo parceiro. Ele defende Rick e seu grupo contra Nicholas quando Nicholas mostra sinais de uma revolta. Durante um ataque dos Salvadores à Alexandria, ele perde uma perna devido à explosão de uma granada. Após o salto no tempo, Heath é visto principalmente em um cavalo, patrulhando e protegendo as comunidades. |              |                   |                 |                           |
| Olivia | Morta        | #70               | #145            | 0                         |
| Uma jovem alegre encarregada do armazenamento de armas e suprimentos de Alexandria. Olivia convence Douglas a deixar Michonne ficar com suas armas depois que o grupo de Rick se junta à comunidade, e também corta o cabelo de Rick. Após a invasão zumbi, Andrea ensina Olivia e os outros a manusear armas. Mais tarde, Olivia diz a Rick que os suprimentos estão acabando, levando Rick a formar um grupo para encontrar comida fora da comunidade. Quando Rick e os outros vão embora, Olivia se junta a Nicholas e Spencer para conspirar contra ele, embora não esteja claro quais são seus sentimentos em expulsar Rick. Ela não recebe nenhuma culpa por sua parte na conspiração depois que ela é absolvida, e sua opinião sobre Rick parece ter melhorado. Durante o conflito com os Sussurradores, Olivia é uma das doze pessoas que foi decapitada por Alpha. |              |                   |                 |                           |
| Dra. Denise Cloyd | Morta        | #71               | #121            | 0                         |
| Se torna a médica de Alexandria após a morte de Pete. Ela se envolve romanticamente com Heath. Ela cuida de muitos dos personagens, como Morgan e Carl, depois que eles sofrem ferimentos. Quando os zumbis invadem Alexandria, Denise fica presa na casa de Rick com o grupo. No entanto, ela corre de volta para sua casa para cuidar de todos os civis que precisam dela. Depois que Negan retorna Holly para Alexandria, Denise tira o saco de sua cabeça, e ela é revelada como morta-viva. Antes que Denise tenha tempo de reagir, Holly morde o seu braço. Ela recusa os apelos de Rick para amputar seu braço, preferindo cuidar de Heath e de todos os outros que foram feridos no ataque dos Salvadores. Após ser útil, ela sucumbe a infecção zumbi e morre. |              |                   |                 |                           |
| Tobin | Morto        | #69               | #81             | 0                         |
| O chefe da equipe de construção e ampliação de Alexandria. Sua covardia diante de um ataque zumbi havia causado a morte de muitos trabalhadores no passado. Depois de enfrentar Abraham, a equipe é atacada mais uma vez, e Tobin deixa Holly para morrer. Abraham salva Holly e mata os zumbis, para espanto dos outros trabalhadores. Isso ganha o respeito de Tobin, e ele permite que Abraham assuma o controle. Tobin é morto defendendo a comunidade de zumbis depois que uma horda rompe uma das paredes. |              |                   |                 |                           |
| Bruce | Morto        | #69               | #80             | 0                         |
| Atua como o segundo no comando da construção de Alexandria. Ele forma uma amizade com Abraham, onde trabalham juntos. Durante a invasão de zumbi à comunidade, Bruce é mordido no pescoço e acaba sendo morto por Abraham por misericórdia. |              |                   |                 |                           |
| Pete Anderson | Morto        | #72               | #78             | 1                         |
| Era um cirurgião. Ele é fisicamente abusivo com sua esposa, Jessie e filho, Ron. Depois que Rick o separa de sua família, Pete fica furioso e mata a esposa de Douglas, Regina, acidentalmente enquanto tenta assassinar Rick. Ele é executado por Rick por ordem de Douglas logo depois. Pessoas que assassinou: Regina Monroe. |              |                   |                 |                           |
| Jessie Anderson | Morta        | #72               | #85             | 0                         |
| Era a esposa de Pete, o cirurgião de Alexandria e mãe de Ron. Ela era fisicamente abusada pelo seu marido, mas Rick Grimes interviu. Depois de ajudá-la, Jessie e Rick formam um vínculo estreito e, eventualmente, começam um relacionamento. Ela encontra paz com seu filho Ron. No entanto, ela é morta durante um ataque de uma horda em Alexandria, e Rick é forçado a amputar seu braço para salvar seu filho depois que ela se recusa a solta-lo. |              |                   |                 |                           |
| Ron Anderson | Morto        | #70               | #83             | 0                         |
| Era filho de Pete e Jessie Anderson. Ele é abusado fisicamente por seu pai até a morte de seu pai. Quando a horda ataca Alexandria, ele e sua mãe são devorados por zumbis tentando fugir. |              |                   |                 |                           |
| Holly | Morta        | #73               | #120            | 0                         |
| Era namorada de Abraham. Ela trabalha ao lado da equipe de construção, planejando e construindo novos muros para a comunidade. Após ter sua vida salva por Abraham, os dois gradualmente se apaixonam e iniciam um relacionamento secreto pelas costas de Rosita. Frequentemente, ela é mostrada atrás dele em várias questões interpessoais e, a certa altura, incita Abraham a tentar assumir o comando do grupo (embora isso nunca aconteça de verdade). Holly fica mais tarde arrasada com a morte de Abraham. Holly, junto com Rick, Heath e Nicholas correm atrás dos Salvadores para matar Negan e seus homens de uma vez por todas. Andrea tira o motorista do caminhão de Negan e Rick ordena que Negan e seus homens não se movam. De repente, as armas são disparadas das mãos de todos por homens que Negan havia escondido fora das muralhas. Carl tenta atirar em Negan, mas ele erra e acerta Lucille. Isso irrita Negan, que exige que Carl seja jogado por cima do muro, ou ele executará Holly e os outros. Holly é vista como uma das pessoas que se oferece para viajar com Rick, Paul e Ezekiel até o Santuário, a base principal dos Salvadores. Depois de atrair os zumbis para convergir para sua localização, Holly sobe em um dos ônibus e percebe que Rick não está com eles. Paul tenta mantê-la a bordo, mas Holly escapa e encontra Rick. Ele ordena que ela volte para o ônibus antes que os Salvadores comecem a atirar novamente, mas Holly se recusa. Ela afirma que é muito arriscado para ele se sacrificar assim e se oferece para fazer isso sozinha. Rick mais uma vez diz a ela para ir embora, mas Holly mantém sua posição novamente, dizendo que o homem que matou Abraham está lá. Depois de ser mandada embora novamente, Holly dá uma joelhada em Rick na virilha, rouba o caminhão e o dirige através da cerca. Holly é ferida com o impacto e cai do lado do motorista. Ela é atacada por um zumbi, mas Negan a salva, dizendo a Holly que ela "não está escapará tão fácil". Holly é então levada em cativeiro pelos Salvadores. Negan confunde Holly com Andrea e admira a rapidez com que ela se curou após a luta com Connor. Holly corrige Negan que ela não é a Andrea, e ela estava com Abraham. Holly olha para Dwight e o lembra de quem era Abraham. Negan não acredita em Holly e a leva embora. Holly é quase estuprada por David, até que Negan intervém e o mata. Ele se desculpa com Holly e garante a ela que os Salvadores não são monstros. Holly é mais tarde capturada e não mencionada durante a guerra até que Negan ataca Alexandria e confronta Rick, oferecendo-se para devolver Holly em troca de uma conversa. Sem que Rick saiba, Holly agora é um zumbi que está escondida pela bolsa sobre sua cabeça. Quando desmascarado por Denise, ela começa a morder o seu braço. Ela é então baleada na cabeça por Rick. |              |                   |                 |                           |
| Nicholas | Morto        | #71               | #125            | 0                         |
| Era um residente da Comunidade da Zona Segura de Alexandria, bem como um homem de família. Ele é mostrado ser um homem agressivo, mas tímido. Quando Rick e o grupo de sobreviventes chegam pela primeira vez na comunidade, Nicholas é um dos mais cautelosos, especialmente depois de descobrir que Rick está permitindo que Carl carregue uma arma. Ele não perde tempo discutindo com os sobreviventes. Ele fica cada vez mais frustrado à medida que o senso de liderança de Rick domina a comunidade, e chega a um ponto de ebulição quando o homem mata seu amigo próximo na comunidade, Pete Anderson. Testemunhando isso, Nicholas rapidamente tenta formar um golpe com seus concidadãos de Alexandria e vence Glenn violentamente. O golpe é rapidamente dissolvido por Rick, que se desculpa. Desde então, Nicholas aceita mais Rick e seu grupo e se torna o aliado de maior confiança de Rick e participa de seus planos. Durante uma das viagens de suprimentos dos Salvadores a Alexandria, Nicholas, Rick, Heath e Holly tentaram matar Negan. Ele é baleado no braço pelos Salvadores escondidos e é alinhado por Negan para ser executado por seu bastão, a menos que os cidadãos restantes de Alexandria joguem Carl por cima do muro. Os cidadãos recusam suas exigências e ele volta sua atenção para Rick. Nicholas interrompe e tenta implorar por sua vida. Isso só enfurece Negan, que diz que se Rick, Holly ou Heath lhe disserem para matar Nicholas, ele o fará e poupará suas vidas. Em resposta, Heath diz a ele que Nicholas está apenas com medo. Negan prossegue com a execução e começa a cantar para selecionar sua vítima, ele e os outros são resgatados por Jesus. Após o ataque dos Salvadores a Alexandria, ele mais tarde expressa o desejo de deixar Alexandria com sua família, para sua segurança, a Rick, que anuncia com naturalidade que toda a cidade será realocada para a Colônia de Hilltop. Logo depois disso, Negan ataca Hilltop com os Salvadores. Nicholas participa da batalha e defende Hilltop. Mais tarde, Rick leva ele e Aaron para ajudar a encurralar os Salvadores. Depois que Rick é atingido pela flecha de Dwight, Nicholas ajuda a levar Rick de volta para a mansão de Gregory. No entanto, ele é atacado por um Salvador com uma faca infectada e tem um corte nas costas. Mais tarde, ele é visto com Paula, com forte febre e sucumbindo aos efeitos da infecção. Mais tarde, ele morre de infecção com Paula ao seu lado. |              |                   |                 |                           |
| Paula | Morta        | #72               | #163            | 0                         |
| Era residente da Comunidade da Zona Segura de Alexandria, esposa de Nicholas e mãe de Mikey. Pouco foi revelado sobre Paula. Paula com seu marido e filho se mudam para a Colônia de Hilltop durante a guerra, mas voltam depois. Ela perde o marido durante a batalha final. Quando a horda dos Sussurradores invadiram Alexandria, ela foi devorada pela horda. Suas últimas palavras para Rick foram para cuidar de Mikey. |              |                   |                 |                           |
| Mikey | Vivo         | #70               | #177            | 0                         |
| É o filho mais novo de Nicholas e Paula; residentes da Comunidade da Zona Segura de Alexandria. Mikey inicialmente tem um relacionamento difícil com Carl Grimes, embora eles eventualmente aprendam a se dar bem um com o outro. Eventualmente, Mikey, junto com seus pais, mudam-se para a Colônia de Hilltop durante a guerra, mas voltam depois. Ele perde seu pai durante a batalha final com Negan. Após o salto de 25 anos da série, Mikey é mencionado por Earl Sutton durante a visita da família Grimes em sua casa, dizendo que Carl deveria ter continuado ser um ferreiro como Mikey, o que implica que Mikey sobreviveu aos acontecimentos e ainda trabalha na forja. |              |                   |                 |                           |
| Barbara | Desconhecido | #72               | #115            | 0                         |
| Mora em Alexandria no momento em que o grupo de Rick chega. Seu paradeiro após a guerra com Negan é atualmente desconhecido, ela se mudou para Hilltop, mas não se sabe se ela sobreviveu à batalha lá. |              |                   |                 |                           |
| Erin | Morta        | #106              | #145            | 0                         |
| Mora em Alexandria na época do grupo de Rick. Ela parece ser bastante sábia ajudando Spencer a se acalmar uma vez. Ela é assassinada por Alpha junto com outros 11 e sua cabeça decepada foi usada como um marcador de linha. |              |                   |                 |                           |
| John | Morto        | #115              | #121            | 0                         |
| Residente de Alexandria que trabalhava na fábrica de munição de Eugene. John foi morto e devorado por um grupo de zumbis ao abrir a porta da fábrica para sair e urinar. |              |                   |                 |                           |
| Alexander Davidson | Morto        | NA                | NA              | 0                         |
| Fundador de Alexandria junto com Douglas, que segundo o próprio, foi expulso porque abusava de seus poderes como líder, oferecendo proteção às mulheres da comunidade em troca de sexo e expulsando dali as que não cediam a seu desejo. Após Davidson ser expulso, Douglas matou um zumbi e queimou seu corpo, dizendo a todos que Davidson havia morrido queimado. Davidson morreu de circunstâncias desconhecidas depois que Douglas o expulsou. |              |                   |                 |                           |
| Annie | Desconhecido | #127              | #192            | 0                         |
| É uma lavradora que chegou durante o intervalo de dois anos. Ela parece ter um vínculo de amizade com Siddiq. Annie não é vista ou mencionada no salto de 25 anos da série, deixando seu destino desconhecido. |              |                   |                 |                           |
| Anna | Desconhecido | #129              | #144            | 0                         |
| É uma jovem que chegou durante o salto de dois anos. Quando Carl se muda para Hilltop, ela lhe dá uma carta expressando seus sentimentos por ele. Após a edição 144, seu destino é deixado desconhecido, presume-se que ela ainda esteja morando em Hilltop. Também é possível que ela tenha sido morta durante a Guerra dos Sussurradores. |              |                   |                 |                           |
| Siddiq | Desconhecido | #127              | #192            | 0                         |
| É um membro da equipe de construção que chegou durante o salto de dois anos. Durante a feira, ele lidera a construção de salas para os recém-chegados. Siddiq não é visto ou mencionado no salto de 25 anos da série, deixando seu destino desconhecido. |              |                   |                 |                           |
| Carlos | Desconhecido | #129              | #129            | 0                         |
| Residente da comunidade que atua como vigia na torre do sino. Após a edição 129, Carlos não é visto ou mencionado deixando seu destino desconhecido. |              |                   |                 |                           |
| Josh | Morto        | #70               | #145            | 0                         |
| Filho de Vincent e Julia e um dos amigos de Carl. Com o tempo, os dois se tornam bons amigos e quando ele é morto por Alpha, Carl chora sobre sua cabeça estacada. |              |                   |                 |                           |
| Julia | Desconhecido | #144              | #167            | 0                         |
| Mãe de Josh e esposa de Vincent. Ela é uma senhora que fabrica agasalhos e roupas na comunidade. Junto ao marido, fica muito abalada depois da morte de Josh, e chegaram a se unir às rebeliões que as demais famílias que perderam parentes no dia da feira fizeram contra Rick. Após as rebeliões, Rick perdoou Julia e Vincent, que se aliaram a ele. Julia não é vista ou mencionada no salto de 25 anos da série, deixando seu destino desconhecido. |              |                   |                 |                           |
| Vincent | Desconhecido | #146              | #192            | 0                         |
| Pai de Josh e marido de Julia. Ficou assustado com a repercussão da rebelião contra Rick e tentou fugir com sua esposa, mas foram pegos por Michonne. Vincent está entre os membros da Milícia que foram instruídos por Dwight a seguir Rick e a Governadora do Império, através de suas visitas à comunidade, em caso de perigo. Ele é visto mais tarde com seus colegas milicianos atirando na manada de zumbis perto de Oceanside, mesmo que ele devesse estar de vigia. Vincent não é visto ou mencionado no salto de 25 anos da série, deixando seu destino desconhecido. |              |                   |                 |                           |
| Paul | Desconhecido | #150              | #153            | 0                         |
| Morador de Alexandria. Após o massacre de Alpha na feira entre as comunidades, Paul fica traumatizado e acredita ver sinal dos Sussurradores por todos os lados. Paul não é visto ou mencionado no salto de 25 anos da série, deixando seu destino desconhecido. |              |                   |                 |                           |

## Washington, D.C.
Um grupo de homens armados que residiam em Washington D.C. são vistos por Glenn e Heath durante uma busca por suprimentos. O grupo houve o barulho das motos dos dois e decidem averiguar o que é, encontrando assim a comunidade de Alexandria.
| Personagem | Estado | Primeira aparição | Última aparição | Número de vítimas humanas |
| --- | ------ | ----------------- | --------------- | ------------------------- |
| Derek | Morto  | #75               | #78             | 0                         |
| É o líder de um pequeno grupo de saqueadores em DC. Depois de disparar, o grupo encontra a comunidade de Alexandria. Eles exigem permissão para entrar e ameaçam Rick com uma arma. Segue-se um tiroteio e o grupo de Derek é morto. Esses tiros atraem a atenção da grande horda de DC, que eventualmente atravessa as paredes da comunidade. Durante o ataque, Derek é morto por Andrea com um tiro na cabeça.                                                                                            |        |                   |                 |                           |
| Sandra | Morta  | #75               | #78             | 0                         |
| Ela é um membro dos Saqueadores. Não está claro como ela conheceu Derek e seu grupo ou como ela sobreviveu ao surto. Era sabido que ela escapou de um prédio que estava cercado por zumbis com o resto do grupo e ajudou os outros membros do grupo a atacar a Zona Segura de Alexandria. Sandra é morta com um tiro no peito pelos sobreviventes de Alexandria. |        |                   |                 |                           |
| Carlos | Morto  | #76               | #78             | 0                         |
| Ele é um membro dos Saqueadores. Não se sabe sobre a vida deste Carlos antes ou quando o apocalipse começou. Também não se sabe como ele conheceu Derek e seu grupo ou como ele sobreviveu, mas é sabido que ele não foi sacrificado por Derek para ajudar seu grupo e ele escapar de um prédio que estava cercado por zumbis, mas em vez disso ele fugiu e ajudou os outros membros de seu grupo atacam a Zona Segura de Alexandria. Carlos foi morto durante o ataque por Abraham, com um tiro na cabeça. |        |                   |                 |                           |
| Patrick | Morto  | #75               | #78             | 0                         |
| Ele é um membro dos Saqueadores. Patrick é visto pela primeira vez com o resto de seu grupo quando ouvem as motocicletas de Glenn e Heath. Depois de rastrear o par, os Saqueadores ouvem o tiro quando Rick executa Pete. No dia seguinte, eles atacam Alexandria. Durante o ataque, Patrick é morto com um tiro na cabeça por Rick. |        |                   |                 |                           |
| Liam | Morto  | #75               | #75             | 0                         |
| Ele é um membro dos Saqueadores. Não se sabe como ele conheceu Derek e seu grupo ou como ele sobreviveu, mas era sabido que ele foi sacrificado por Derek para ajudar o grupo a escapar de um prédio que estava cercado por zumbis. |        |                   |                 |                           |

## Colônia de Hilltop
É uma comunidade agrícola de 200 residentes, originalmente liderada por um homem chamado Gregory (mais tarde por Maggie Greene). A cidade fica a trinta quilômetros da Zona Segura de Alexandria. Antes da guerra contra Os Salvadores, a cidade não tinha armas de fogo ativas.
| Personagem | Estado       | Primeira aparição | Última aparição | Número de vítimas humanas |
| --- | ------------ | ----------------- | --------------- | ------------------------- |
| Paul "Jesus" Monroe | Vivo         | #91               | #193            | 2                         |
| É um homem barbudo com habilidades físicas impressionantes que atua como embaixador da colônia e frequentemente procura por novos recrutas. Ele espia a Comunidade da Zona Segura de Alexandria para ver se eles são seguros para serem trazidos. Depois de uma introdução bastante tensa e inesperada, Paul é atacado por Michonne e Abraham, onde os imobiliza facilmente. Depois de instruir para encontrar Rick, ele é nocauteado e amarrado por ele. Após os interrogatórios, Rick finalmente decide deixar Paul levá-lo para Hilltop. No caminho, Paul revela que ele poderia ter escapado a qualquer momento, mas permaneceu lá para ver se Rick era confiável. Os dois se reconciliam e seguem seu caminho. Depois de chegar em Hilltop, ele revela a Rick e seu grupo que ele e o resto de seu povo, por meses, estão sob o cerco dos Salvadores. Ele tenta rastreá-los de volta à sua base, mas é capturado e perseguido de volta à colônia. Após a morte de Glenn, ele decide se juntar a Rick em sua luta contra os Salvadores e participa dos planos de Rick. Depois que Rick decide deixar Dwight em cativeiro, Rick diz a Paul para segui-lo e ver o que eles estão enfrentando, mas para não contar a ninguém sobre seus planos. Depois de se preparar, Paul começa a seguir Dwight, na esperança de descobrir a base de operações dos Salvadores. Mais tarde, ele é emboscado por três Salvadores. Enquanto ele tenta lutar contra o trio dos Salvadores, ele é subjugado por um dos membros. Depois de ser jogado no chão, Paul quase é morto pelos Salvadores, no entanto, ele é salvo por Dwight e outro Salvador, que dizem aos agressores de Paulo para se retirarem, pois eles têm algumas perguntas "importantes" para Paul. Dwight e o outro Salvador amarram Paul e o colocam em um jipe. Eles dirigem para o Santuário, permitindo que Paul tenha uma boa visão da área e ele salta do jipe no último segundo, evitando por pouco a captura e relata para Rick. Ele apresenta Rick a Ezekiel, o líder do Reino, na esperança de formar as três comunidades contra os Salvadores. Enquanto ele foge para Hilltop para contar a Maggie sobre o plano de Rick, ele descobre que Kal o traiu e correu para informar os Salvadores de seu plano no qual Jesus o alcança e o convence a mudar de ideia. Ele continua a recrutar membros para Hilltop, para grande consternação de Gregory. Mais tarde, enquanto Negan mantém Rick, Nicholas, Heath e Holly como reféns por tentar matá-lo, Jesus chega à Zona Segura, escondido de Negan e seus homens. Ele então agarra um Salvador pelo pé e o tropeça. Os Salvadores abrem fogo, mas em vez de bater em Paul, eles matam um Salvador. Negan diz a eles para segurar o fogo e, nesse momento, Paul se joga no Salvador mais próximo e ordena que Rick, Heath, Holly e Nicholas entrem em uma trincheira. Ele começa a lutar contra os Salvadores até chegar a Negan, que ele desarma e captura. Negan freneticamente diz aos Salvadores para segurar o fogo e Paul emite uma ordem para deixar os sobreviventes irem e ameaça matar Negan. Ele diz a Paul que mesmo se ele tivesse sucesso, os Salvadores ainda abririam fogo e matariam Paul. No entanto, é revelado que as intenções de Paulo eram protelar os Salvadores até a chegada de Ezekiel e seus soldados. Jesus continua a ajudar Rick e Ezekiel em sua luta contra os Salvadores até que Negan seja derrotado. Dois anos após o encarceramento de Negan, Jesus reside em Alexandria e se torna o braço direito de Rick após a morte de Abraham. Após o salto de 25 anos da série, Jesus e Aaron tornaram-se parceiros de uma vida inteira. Eles finalmente se mudaram para uma fazenda na margem do rio, mas permaneceram em contato com seus amigos, incluindo Carl Grimes. Pessoas que assassinou: Gary e Joshua. |              |                   |                 |                           |
| Earl Sutton | Vivo         | #95               | #193            | 0                         |
| É um ferreiro que vive na Colônia de Hilltop que também cria armas para os sobreviventes da colônia. Ele é o ferreiro encarregado de fazer lanças, dobradiças de portas, facas e muitos outros objetos de metal necessários em Hilltop. Ele também é um bom amigo de Jesus. Após o salto de 25 anos da série, Earl vive sozinho como vizinho da família Grimes. Ele vive com vários cães em sua fazenda, provavelmente para protegê-lo na sua velhice. Ele foi visitado por Carl, Sophia e Andrea, que sugeriram que ele se mudasse para outro bairro, que tivesse mais pessoas mais velhas, de quem ele pudesse ser amigo, como Brianna. Ele recusou porque estava feliz onde estava. |              |                   |                 |                           |
| Dr. Harlan Carson | Desconhecido | #95               | #161            | 0                         |
| É um médico da Colônia de Hilltop que tratou de Maggie, verificando seu bebê, certificando-se de que tudo está bem. Quando Maggie está estressada com o parto, o Dr. Harlan Carson garante a ela que seu bebê será o terceiro que ele dará à luz em Hilltop. Harlan foi chamado de fazedor de milagres. Harlan Carson trabalhou com muitas pessoas na Colônia de Hilltop, incluindo seu líder, Gregory, a quem ele havia resgatado da beira da morte por um ferimento de faca. Após a edição 161, Carson não é visto ou mencionado deixando seu destino desconhecido. |              |                   |                 |                           |
| Gregory | Morto        | #95               | #142            | 0                         |
| Foi um membro auto-importante e ex-líder de Hilltop descrito como "manter os trens funcionando no horário", embora ele tenha uma série de falhas (incluindo atacar mulheres recém-chegadas em Hilltop, esquecer nomes e se colocar antes dos outros). Ele é esfaqueado por Ethan em troca da vida de Crystal, que foi feita refém por Negan, mas felizmente se recupera. Como seus companheiros sobreviventes, ele é impotente contra os Salvadores e confia em Rick para ajudá-los a se livrar da gangue. Sua incapacidade de governar torna-se cada vez mais evidente ao longo de seu tempo nos quadrinhos. Ele é aparentemente derrubado por Maggie Greene como o líder de Hilltop na edição 120. Quando Carl começa a viver em Hilltop e bate em dois meninos quase até a morte, ele planeja matar Maggie envenenando-a. No entanto, seu plano é frustrado por Jesus, que chega a tempo de salvar Maggie, que pede que Gregory seja preso. Depois de muita deliberação, Maggie decide que Gregory deve ser morto. Mais tarde, ele é enforcado por seu atentado contra a vida de Maggie. |              |                   |                 |                           |
| Kal | Morto        | #95               | #124            | 0                         |
| Era um residente da Colônia de Hilltop que patrulha as paredes de metal que protegem Hilltop. Ele parece ser um bom amigo de Paul Monroe e confia nele. Depois de fazer com que Ezekiel ajudasse na luta contra os Salvadores, Paul informa Kal sobre o plano de derrubar Negan e pede uma estimativa de quantos soldados Hilltop pode dispensar. Mais tarde, quando Paul deveria se encontrar com Kal novamente, Earl Sutton lhe disse que Kal havia saído para "patrulhar"; Paul percebe que Kal foi informar os Salvadores sobre o ataque. Paul alcança Kal, que está escondido na floresta. Paul percebe um distúrbio, e Kal joga uma lança em Paul. Paul pega a lança e a quebra ao meio antes de Kal se revelar. Ele então diz a Paul que acredita que sua ação colocará Hilltop em perigo com seu plano de ir contra os Salvadores. Jesus finalmente o convence de que os Salvadores precisam ser derrotados se quiserem viver em paz, e Kal concorda em ajudar. Enquanto os dois conversam, eles se esquecem do grupo de Salvadores convocado por um sinalizador que Kal disparou antes que Jesus o alcançasse. Os dois nervosamente inventam uma nova história, mas Paul recebe um soco no estômago do membro dos Salvadores, Connor. Kal sai com Paul, perguntando se ele pode manter sua traição em segredo de todos os outros. Desde então, ele se junta à luta de Jesus contra os Salvadores. Mais tarde, ele é capaz de alertar os outros sobre o ataque dos Salvadores em Hilltop, e ele tenta impedir o ataque dos Salvadores, advertindo verbalmente Negan. Negan ignora seu aviso e ordena que ele seja baleado; ele é então baleado na cabeça por um Salvador desconhecido, matando-o instantaneamente. |              |                   |                 |                           |
| Ethan | Morto        | #95               | #96             | 0                         |
| Foi um membro de Hilltop enviado como emissário (junto com Andy, Crystal e David) para o assentamento de Negan. Insatisfeito com Hilltop, Negan mata Andy e David, e mantém Crystal refém. Ethan é enviado de volta para assassinar Gregory em troca de sua vida. Depois de esfaqueá-lo, Rick joga Ethan no chão antes de cortar sua garganta. |              |                   |                 |                           |
| Dante | Desconhecido | #131              | #192            | 2                         |
| É um guarda da Colônia de Hilltop que parece ter uma queda por Maggie e é um de seus braços direitos. Ele procurou pelo sobrevivente Ken, mas foi capturado e depois libertado ao lado de Ken por Alpha e Os Sussurradores. Mais tarde, ele ajuda os outros com os conflitos que vêm pela frente. Maggie o envia para espionar Negan depois que ele deixa Alexandria. Dante não é visto ou mencionado após o salto de 25 anos, deixando seu destino desconhecido. Pessoas que assassinou: 2 sussurradores. |              |                   |                 |                           |
| Brianna | Viva         | #95               | #192            | 0                         |
| É uma residente que mora na Colônia de Hilltop e mãe de Johnny. Ela vê Maggie chorando no túmulo de Glenn e tenta animá-la. Ela também perdeu pessoas no apocalipse: o marido, os pais, os irmãos, o que se passava por um namorado e até a filha. Ela ajuda Maggie a entender que a morte, embora triste e terrível, faz parte da vida e é natural; não é algo sobre o qual precisamos nos sentir desconfortáveis para conversar. Ela e Maggie se tornaram boas amigas. Após a morte de Rick Grimes, ela está entre as muitas pessoas vistas lamentando e acompanhando seu caixão de volta a Alexandria. Brianna é mencionada por Sophia durante a visita à casa de Earl Sutton, quando ela lhe pergunta se ele gostaria de voltar para a cidade, porque há uma comunidade para os idosos que ele gostaria. Brianna é mencionada como residente dessa comunidade, confirmando assim sua sobrevivência diante as circunstâncias. |              |                   |                 |                           |
| Johnny | Desconhecido | #95               | #161            | 0                         |
| É um residente da Colônia de Hilltop e filho de Brianna. Johnny não é visto ou mencionado após o salto de 25 anos, deixando seu destino desconhecido. |              |                   |                 |                           |
| Eduardo | Desconhecido | #95               | #192            | 0                         |
| É um dos guardas de Hilltop, companheiro de Kal na guarda dos portões. Eduardo não é visto ou mencionado após o salto de 25 anos, deixando seu destino desconhecido. |              |                   |                 |                           |
| Wesley | Desconhecido | #95               | #95             | 0                         |
| É um residente de Hilltop que alerta a todos que Ethan retornou a comunidade após um encontro com Negan. Após o ataque dos Salvadores a Hilltop, o destino de Wesley é desconhecido. |              |                   |                 |                           |
| Samuel | Morto        | #96               | #158            | 0                         |
| Era um residente de Hilltop. Ele é um membro da Milícia durante a guerra contra os Sussurradores. Enquanto lutava contra os Sussurradores, Samuel é pego desprevenido por um Sussurrador e é morto a facadas. |              |                   |                 |                           |
| Alex | Desconhecido | #122              | #161            | 0                         |
| É um residente e enfermeiro de Hilltop. Alex foi namorado de Jesus por um tempo, mas a relação dos dois não deu certo e Jesus se despediu dele através de uma carta. Após dois anos, Alex e Jesus se reencontram, porém Alex esclarece que está noivo de um homem chamado Wes. Como enfermeiro, Alex ajuda o Dr. Carson com os feridos que chegam à comunidade. Alex não é visto ou mencionado após a edição 161, deixando assim seu destino desconhecido. |              |                   |                 |                           |
| Ken | Morto        | #128              | #145            | 0                         |
| Era um residente e soldado da comunidade. Foi sequestrado pelos Sussurradores, mas levado de volta à Hilltop. No dia da feira entre as comunidades, foi morto decapitado por Alpha. |              |                   |                 |                           |
| Marco | Desconhecido | #128              | #181            | 0                         |
| É um residente e soldado da comunidade. Marco está entre os membros da Milícia que foram instruídos por Dwight a seguir Rick e a Governadora do Império, por meio de suas visitas à comunidade, em caso de perigo. Ele é visto mais tarde com seus colegas milicianos atirando contra a manada de zumbis perto de Oceanside. Marco não é visto ou mencionado no salto de 25 anos da série, deixando seu destino desconhecido. |              |                   |                 |                           |
| Hershel Greene II | Vivo         | #130              | #193            | 0                         |
| Ele é filho de Maggie e Glenn e recebeu o nome de seu falecido avô, Hershel Greene. Vários anos após a morte de Rick Grimes, Hershel é adulto e o dono de um show feito para lembrar as pessoas dos perigos que os mortos-vivos representam mesmo no novo mundo. |              |                   |                 |                           |
| Rolland | Desconhecido | #130              | #150            | 0                         |
| É um jovem residente de Hilltop. É aprendiz de Earl na ferraria. Rolland não é visto ou mencionado no salto de 25 anos da série, deixando seu destino desconhecido. |              |                   |                 |                           |
| Brian | Desconhecido | #131              | #131            | 0                         |
| Brian é visto pela primeira vez correndo de dois meninos dizendo-lhes para parar até que ele seja encurralado. Brian diz aos valentões que eles iam machucar uma garota, então ele tinha que contar, e os valentões retaliam espancando-o, dizendo que ele nunca mais gritará de novo, no entanto, ele é salvo por Sophia que bate nos dois meninos causando-lhes para recuar. Enquanto Sophia ajuda Brian a se levantar, ele diz a ela que não foi tão ruim dessa vez, o que significa que ele já foi espancado antes, e ele diz a Sophia que ela está ficando mais dura. Carl interrompe os dois e, quando Sophia sai, Brian pega os óculos e os coloca de volta. Após a edição 131, o destino de Brian permanece desconhecido. Pode-se presumir que ele está morando atualmente em Hilltop, no entanto, é possível que ele tenha sido morto durante a Guerra dos Sussurradores. |              |                   |                 |                           |
| Wes | Desconhecido | #131              | #131            | 0                         |
| É residente de Hilltop. Wes é amigo de Alex e o consola quando este recebe a carta de despedida de Jesus. Dois anos depois, Alex revela a Jesus que está noivo de Wes. Ele não é visto ou mencionado no salto de 25 anos da série, deixando seu destino desconhecido. |              |                   |                 |                           |
| Louie | Desconhecido | #131              | #151            | 0                         |
| Ele é um membro da milícia durante a guerra contra os Sussurradores. Produzia bebidas alcoólicas juntamente com Larry para vender na feira. Após a edição 151, o destino de Louie é deixado desconhecido. Pode-se presumir que ele ainda mora em Alexandria. Mas também é possível que ele tenha sido morto durante a Guerra dos Sussurros. |              |                   |                 |                           |
| Larry | Morto        | #131              | #145            | 0                         |
| Era residente de Hilltop que trabalhava na produção de bebidas alcoólicas com Louie. Ele foi morto decapitado por Alpha e sua cabeça colocada em uma estaca. |              |                   |                 |                           |
| Doug | Morto        | #131              | #132            | 0                         |
| Era residente e patrulheiro de Hilltop. É morto pelos Sussurradores durante a busca por Ken. |              |                   |                 |                           |
| Oscar | Morto        | #123              | #145            | 0                         |
| Era residente de Hilltop que foi morto decapitado por Alpha no dia da feira. |              |                   |                 |                           |
| Brandon Rose | Morto        | #131              | #155            | 0                         |
| Morador de Hilltop e filho de Morton e Tammy Rose. Ele é um dos garotos que brigaram com Sophia e com Carl e saíram feridos. Após a luta, seus pais se desentenderam com Maggie e Rick e tentaram matá-los, porém foram mortos. Rick tenta dar apoio a Brandon após a morte de Morton, mas o garoto se recusa a receber sua ajuda porque foi Rick quem matou seu pai. Depois de brigar com Rick, Brandon vai até a cela onde Negan está preso e decide libertá-lo, pois acredita que este o ajudará a derrotar Rick e todos das comunidades. Após libertá-lo, os dois se infiltram no comboio de Maggie e andam com eles em direção à Hilltop, mas no meio do caminho se separam do grupo e vão até as fronteiras dos Sussurradores. Chegando na fronteira, Brandon começa a chorar, pois lembra que a cabeça de sua mãe foi arrancada e coloca ali. Ele diz a Negan que odeia tanto Rick quanto Alpha, e que seu desejo é que os dois grupos se matem. Negan ao ouvir isso, dá um abraço no garoto e lhe dá uma facada no peito, matando-o na mesma hora. |              |                   |                 |                           |
| Morton Rose | Morto        | #135              | #150            | 0                         |
| Era residente e guarda de Hillop, pai de Brandon e marido de Tammy Rose. Após a briga de Sophia e Carl com Brandon, ele, sua esposa e os pais do outro garoto se desentendem com Maggie e se aliam a Gregory para matá-la. Com a tentativa fracassada e com Gregory preso, sua esposa é interrogada e assume tudo o que eles planejaram fazer. Depois de ter sua esposa morta por Alpha, Morton planeja um ataque contra Rick, mas é morto pelo próprio com uma mordida no pescoço. |              |                   |                 |                           |
| Tammy Rose | Morta        | #135              | #145            | 0                         |
| Era residente de Hillop, mãe de Brandon e esposa de Morton. Foi morta decapitada por Alpha no dia da feira. |              |                   |                 |                           |

## Os Salvadores
Os Salvadores são um grande grupo de ex-sobreviventes hostis, liderados por Negan (mais tarde por Dwight e depois por John), com sua sede em uma fábrica na Virgínia do Norte, perto de D.C.
| Personagem | Estado       | Primeira aparição | Última aparição | Número de vítimas humanas |
| --- | ------------ | ----------------- | --------------- | ------------------------- |
| Negan | Vivo         | #100              | #193            | 8                         |
| É o líder dos Salvadores. Ele reuniu homens fortes e os lidera no terrorismo em comunidades sobreviventes próximas em troca de alimentos e suprimentos. Negan sai em busca de vingança contra o grupo de Rick depois que eles matam alguns membros de sua gangue. Negan ordena o assassinato de Abraham. Ele faz com que alguns rastreadores encontrem a Zona Segura enquanto ele e o resto de sua gangue seguem e emboscam o grupo durante sua viagem à Hilltop. Depois que Rick recusa um acordo que daria a Negan acesso aos suprimentos da Zona Segura, Negan assassina brutalmente Glenn com um taco de beisebol enrolado em arame farpado que ele chama de "Lucille". Depois disso, a Comunidade da Zona Segura dá a ele metade dos suprimentos para impedi-lo de matar mais algum de seus membros. Negan é conhecido por usar palavrões excessivos quando fala, até mesmo para seus próprios homens. Rick planeja uma guerra contra Negan, que vence quando Dwight trai Negan. Após a guerra, Negan é mantido como prisioneiro na Zona Segura de Alexandria. Quando Magna e seu povo chegam em Alexandria, eles descobrem Negan na prisão. Negan diz a eles que está sendo torturado e implora que o libertem, mas Magna sabe que ele está mentindo e se recusa. Mais tarde, Negan escapa do cativeiro com a ajuda de Brandon, que mais tarde ele mata perto do território dos Sussurradores. Negan se junta aos Sussurradores e ganha a confiança de Alpha. Quando em uma área isolada, Negan corta e decapita a cabeça de Alpha sobre as opiniões dos Sussurradores sobre estupro. Ele retorna para Alexandria e barganha com Rick para ser um homem livre em Alexandria após mostrar a cabeça de Alpha. Rick o entrega para Dwight para cuidar, que devolve Lucille para ele depois que ele prova sua lealdade. Após a quebra de Lucille, Negan lamenta e enterra o taco de beisebol. Ele então salva a vida de Rick de um rebanho de zumbis nos portões de Alexandria. Após o salto de 25 anos da série, Negan finalmente se muda para uma casa em Springhaven e faz uma lápide para Lucille, presumivelmente enterrando seus restos mortais na sepultura. Carl às vezes o visita para entregar suprimentos, mas nunca tem a chance de falar com ele, já que Negan não está em casa ou evitando Carl. Mais tarde, ele é visto trazendo flores para a lápide de Lucille enquanto Carl lê uma história de ninar para Andrea. Pessoas que assassinou: Glenn, Spencer Monroe, David, Brandon Rose, Alpha, Derick (em Negan Lives!), 1 sobrevivente de um acampamento (em Here's Negan) e 1 sobrevivente desconhecido do Reino. |              |                   |                 |                           |
| Dwight | Morto        | #98               | #186            | 10                        |
| É um membro dos Salvadores que tem o rosto meio queimado por causa de Negan, o líder dos Salvadores. Dwight empunha uma besta que usa para matar zumbis e Abraham Ford. Durante um ataque a Alexandria, Dwight é capturado e primeiro interrogado por Andrea, embora após as mortes de Glenn e Abraham e percebendo que o grupo de Negan é muito forte, ele seja libertado por Rick. A liberação é uma manobra de Rick para que Jesus siga Dwight de volta à sede dos Salvadores. Dwight tem um relacionamento tenso com Negan e desde então jurou fidelidade aos planos de Ezekiel de derrotar os Salvadores. Após a guerra, ele se torna o líder dos Salvadores, mas finalmente deixa para se tornar um dos principais executores de Rick na guerra contra os Sussurradores. Ele é substituído como líder dos Salvadores por Sherry, Dwight leva um tiro na cabeça de Rick em uma discussão no Império. Pessoas que assassinou: Abraham Ford, 1 residente de Hilltop, 5 salvadores e 3 sussurrador. |              |                   |                 |                           |
| Sherry | Morta        | #105              | #168            | 0                         |
| Foi uma das cinco esposas de Negan. Ela era a esposa de Dwight antes do apocalipse; embora fossem casados, Sherry decidiu se tornar uma das esposas de Negan para tornar sua vida e a de Dwight mais fáceis. Uma noite, Dwight e Sherry encontram-se nas costas de Negan e dormem juntos, violando a regra de que nenhum dos Salvadores tem permissão para ter relações sexuais com as esposas de Negan, a menos que tenham ganho pontos suficientes, e Negan passa o ferro em seu rosto como punição. Dwight nutre alguma amargura em relação a Sherry, culpando-a por não desistir de sua posição privilegiada para impedir Negan. Após a guerra, Sherry nunca foi mostrada, mas ainda vive em um dos postos avançados dos Salvadores. Atualmente, Dwight se afastou dela e encontrou um novo amor em um companheiro Salvador. No entanto, Sherry começa a odiar como Rick Grimes está tentando trazer a paz, então ela começa a assumir a liderança dos Salvadores para liderar uma revolta. Infelizmente, isso não dura muito, pois ela é morta por Rick quando ele acidentalmente quebra seu pescoço ao tentar fazer um acordo com ela a fim de impedir o ataque. |              |                   |                 |                           |
| Carson | Morto        | #105              | #145            | 0                         |
| Era o homem de confiança de Negan dentro da base principal. Carson é visto perguntando a Negan sobre o recente tiroteio de Carl, perguntando se está tudo bem e se eles precisam se preocupar com isso, ele também é quem informa Negan que o ferro está pronto para a punição de Mark. Ele é visto mais tarde no Santuário quando as forças de Rick o prendem e o resto dos Salvadores dentro dele, usando o ruído para atrair um enorme rebanho para o Santuário. Ele pergunta a Negan se ele deve marcar uma reunião, Negan diz que não, pois há assuntos mais "urgentes" para tratar. Carson é visto junto com Negan e Dwight após capturar Eugene. Depois que Negan sai para fazer sexo com suas esposas, Carson e Dwight ficam para trás com Eugene. Dwight explica a Eugene que ele está secretamente do lado de Rick. Carson ouve a conversa e diz que por melhor que seja sua vida no Santuário, ele preferia poder ver seu irmão novamente e viver livremente. Ele diz a Dwight que o ajudará a se rebelar contra Negan. Após a guerra, ele vive com seu irmão Harlan em Hilltop. Carson é uma das doze vítimas decapitadas por Alpha durante o conflito com os Sussurradores. |              |                   |                 |                           |
| Connor | Morto        | #99               | #114            | 0                         |
| Era um membro de alto escalão dos Salvadores. Connor vê a partida de Rick e seu pequeno grupo para a Colônia de Hilltop após a morte de Abraham, e logo depois chama o resto dos Salvadores na área para um ataque à Zona Segura de Alexandria ao amanhecer. A manifestação de Connor é atendida enquanto Andrea relata o ataque dos Salvadores à comunidade quando Rick retorna de seu confronto com Negan, embora eles sejam repelidos e a maioria dos agressores seja morta. Logo após Kal deixar a Colônia de Hilltop, ele envia um sinalizador para contatar os Salvadores. Connor é o Salvador que lidera o grupo que atende a chamada. Paul interrompe a revelação do plano dizendo a Connor que o próximo pagamento de suprimentos pode ser um pouco baixo. Isso enfurece Connor, que posteriormente dá um soco no estômago de Paul e sai com seu grupo. Mais tarde, Connor se voluntaria para fazer parte da equipe de apoio enviada por Negan para cercar as paredes de Alexandria enquanto Negan e sua equipe vão esperar o retorno do grupo de Rick. Depois que Seth e outro Salvador são mortos por Rick e Andrea, presume-se que Connor viu Andrea ou o flash vindo do rifle que ela usou porque ele é mais tarde visto dentro da torre do sino se esgueirando sobre ela. Ele embosca Andrea de surpresa com uma faca e começa a espancá-la. Quando Connor começa a sufocá-la até a morte, ele lamenta que se sinta mal por ter que matá-la depois que ela passou por muito mais dor e perda do que outros sobreviventes que ele conheceu. Uma luta começa, terminando quando Andrea empurra Connor para fora da janela para cair para a morte. |              |                   |                 |                           |
| Laura | Viva         | #148              | #193            | 0                         |
| É uma residente do Santuário. Se torna uma grande aliada de Dwight após este conseguir a liderança dos Salvadores. Em Alexandria, passa a treinar alguns moradores para o ataque contra os Sussurradores. Após o salto de 25 anos da série, Laura é mostrada trabalhando como segurança da ferrovia. Um dia, Laura vê Carl Grimes e Lydia e fica olhando para eles, então Carl vai cumprimentá-la. Ele diz a Laura que não sabia que ela estava trabalhando na fronteira, mas ela responde que é um dos poucos lugares que ainda precisa de segurança e que ela prefere lugares onde Rick não é tão venerado. Ela amargamente diz a Carl que ela nunca vai esquecer o que seu pai fez. Carl responde a ela, dizendo que Dwight não foi a única pessoa que morreu por causa de Rick Grimes, mas que todas as pessoas vivas hoje estão vivas por causa dele, incluindo ela, e diz a ela para mostrar um pouco de respeito. Com isso, ele vai embora, enquanto Laura o encara com raiva. Nas páginas finais da série de quadrinhos, Laura é vista almoçando e de mãos dadas com um trabalhador. |              |                   |                 |                           |
| John | Desconhecido | #104              | #182            | 0                         |
| Ele é um dos membros originais dos Salvadores, servindo como segundo em comando por um tempo, antes de se tornar o líder de fato após a morte de Sherry. John não é visto ou mencionado no salto de 25 anos da série, deixando seu destino desconhecido. |              |                   |                 |                           |
| Tara | Desconhecido | #104              | #168            | 0                         |
| É uma residente do Santuário e vice-líder dos Salvadores após a queda de Negan e da morte de Sherry. Ela é vista pela primeira vez com um grupo de Salvadores que tenta capturar Jesus. Quando Negan perde o poder, se recusa a aceitar a liderança de Rick. Tara não é vista ou mencionada no salto de 25 anos da série, deixando seu destino desconhecido. |              |                   |                 |                           |
| David | Morto        | #97               | #117            | 0                         |
| Um dos Salvadores e capangas de Negan. Quando Holly é capturada, David tenta estrupa-la, mas é morto pelo próprio Negan que diz não tolerar esse tipo de comportamento. |              |                   |                 |                           |
| Amber | Morta        | #105              | #145            | 0                         |
| Uma das cinco esposas de Negan. Era namorada de Mark e continuou com ele em segredo, porém, Negan descobriu a traição e puniu Mark com o ferro quente no rosto. Durante a guerra, ela foge do Santuário com Mark, Carson e Eugene, e passa a morar em Hilltop. No dia da feira entre as comunidades, ela foi decapitada por Alpha. |              |                   |                 |                           |
| Mark | Desconhecido | #105              | #182            | 0                         |
| Ele é um dos Salvadores. Mark era namorado de Amber antes de encontrar os Salvadores, e quando se juntou a eles, Amber se tornou uma das esposas de Negan, no entanto, eles permaneciam juntos em segredo. Negan descobriu a traição e puniu Mark com o ferro quente no rosto. Durante a guerra, foge da comunidade com Amber, Eugene e Carson, e se muda para Hilltop. Mark não é visto ou mencionado no salto de 25 anos da série, deixando seu destino desconhecido. |              |                   |                 |                           |
| Gary | Morto        | #120              | #120            | 0                         |
| Um dos Salvadores que participa de um ataque à Alexandria, mas é morto por uma granada jogada por Jesus. |              |                   |                 |                           |
| Davis | Morto        | #120              | #120            | 0                         |
| Salvador que também é morto durante um ataque à Alexandria. |              |                   |                 |                           |
| Seth | Morto        | #110              | #114            | 0                         |
| Um Salvador que também é morto durante um ataque à Alexandria com um tiro na cabeça por Rick. |              |                   |                 |                           |
| Donnie | Morto        | #124              | #124            | 0                         |
| É um Salvador que é morto sendo empurrado de um prédio por Eugene durando um conflito. |              |                   |                 |                           |
| Mike | Morto        | #100              | #123            | 0                         |
| É um Salvador que é morto durante o ataque à Hilltop é derrubado de sua motocicleta por Rick acertando um tiro no peito. |              |                   |                 |                           |
| Gavin | Desconhecido | #107              | #182            | 0                         |
| Ele é um membro dos Salvadores. Gavin aparece pela primeira vez mantendo Carl prisioneiro no encontro entre Negan e Rick. Ele é visto mais tarde montando guarda perto de Negan em vários outros pontos durante a edição. Gavin não é visto ou mencionado no salto de 25 anos da série, deixando seu destino desconhecido. |              |                   |                 |                           |
| Martin | Desconhecido | #100              | #168            | 0                         |
| Ele é um dos membros originais dos Salvadores. Martin é encontrado pela primeira vez quando Negan e os Salvadores capturam Rick Grimes enquanto eles estão a caminho da Colônia de Hilltop. Ele é visto segurando um taco de beisebol e visto como Negan esmagou o crânio de Glenn, espancando-o até a morte. Martin não é visto ou mencionado no salto de 25 anos da série, deixando seu destino desconhecido. |              |                   |                 |                           |
| Paul | Desconhecido | #119              | #124            | 0                         |
| Ele é tenente dos Salvadores. Embora invisível, Paul liderou uma das equipes que atacaram Alexandria enquanto Rick e alguns outros de seu grupo viajavam para Hilltop. Quando o ataque falhou, ele foi capaz de recuar. Paul não é visto ou mencionado no salto de 25 anos da série, deixando seu destino desconhecido. |              |                   |                 |                           |

## O Reino
O Reino é uma comunidade de sobreviventes encontrada em Washington, D.C., que vivem em uma escola secundária cercada por uma parede de ônibus e placas de metal. É o segundo maior assentamento depois da Colônia de Hilltop.
| Personagem | Estado       | Primeira aparição | Última aparição | Número de vítimas humanas |
| --- | ------------ | ----------------- | --------------- | ------------------------- |
| Ezekiel | Morto        | #108              | #145            | 1                         |
| Conhecido como "Rei Ezekiel" por seus residentes, era o líder de uma comunidade conhecida como Reino. Em algum momento, Ezekiel conheceu e formou uma amizade com Paul Monroe, que convidou sua comunidade para se juntar a uma rede de comércio que inclui a comunidade Hilltop da qual Paul pertence. Mais tarde, ele descobre que os Salvadores estão ameaçando e assediando as outras comunidades na rede de comércio em troca de suprimentos e, possivelmente, vê o quão cruel seu líder, Negan realmente é (apesar da trégua oferecida pelos Salvadores). Ele esperou pelo momento oportuno momento de contra-atacar "esse tirano". A oportunidade que Ezekiel está esperando finalmente chega quando Paul traz Rick Grimes para conhecê-lo e passa adiante as informações que eles têm sobre a força dos Salvadores e a localização de sua principal base de operações. Durante a guerra, ele começa um relacionamento com Michonne. Ezekiel era zelador e conhece Shiva desde que ela nasceu. Dois anos após o fim da guerra contra os Salvadores, Ezekiel e Michonne se separaram, mas Ezekiel está confiante para recomeçar o relacionamento. No entanto, ele é decapitado por Alpha junto com outras onze pessoas durante o conflito com os Sussurradores. Pessoas que assassinou: Pelo menos 1 salvador desconhecido. |              |                   |                 |                           |
| Shiva | Morta        | #108              | #118            | 4                         |
| Era o tigre de Bengala de estimação de Ezekiel que reside com ele no Reino. Ezekiel a conhece desde que ela nasceu. Ela provavelmente teve uma vida normal como um tigre normal de zoológico. Antes dos eventos da série, Ezekiel salvou Shiva negligenciando relatar que ela o atacou quando era um filhote, eventualmente levando a um vínculo com ela que continuou até o surto. Ela provavelmente é vista sentada com seu mestre ao seu lado enquanto ele se senta em seu trono, enquanto Ezekiel mantém Shiva em uma corrente. Shiva também dorme em uma gaiola dentro do quarto de Ezekiel. De acordo com Ezekiel, Shiva odeia violência e reage com raiva quando Rick dá um soco em Dwight. Shiva ajuda Ezekiel na batalha contra os Salvadores, mesmo quando ela mata alguns Salvadores. É por causa dela e de Paul "Jesus" Monroe que os Salvadores se retiraram da Zona Segura de Alexandria. Junto com Ezekiel, Shiva dorme na casa de Michonne, especificamente no banheiro. Pela manhã, Ezekiel menciona que Shiva defecou na banheira. Mais tarde, após a batalha do santuário, Shiva é visto com Ezekiel e Michonne, comendo um zumbi morto. Ezekiel diz a Michonne que Shiva é capaz de comer zumbis sem ficar doente. Quando Ezekiel é encurralado por um grande grupo de zumbis, Shiva o salva. Enquanto Ezekiel foge, Shiva é mostrada sendo atacada, dominada e devorada viva pela horda, salvando a vida de seu mestre. Pessoas que assassinou: Pelo menos 4 salvadores desconhecidos. |              |                   |                 |                           |
| William | Desconhecido | #157              | #182            | 0                         |
| Às vezes referido como "Rei William" serve como o líder do Reino após a morte de Ezekiel. Ele rejeita algumas das tradições de Ezekiel e se recusa a ser chamado de bom senhor. Ele ajuda a milícia de Rick Grimes fornecendo-lhe tropas. William junta-se às patrulhas após sentir que há homens capazes partindo para ajudar Rick. Ele então cavalga até Hilltop após ouvir a notícia de um ataque, mas é tarde demais para salvar a todos. Mais tarde, ele ajudaria na reconstrução de Hilltop após a Guerra dos Sussurradores. William não é visto ou mencionado no salto de 25 anos da série, deixando seu destino desconhecido. |              |                   |                 |                           |
| Zachary | Desconhecido | #157              | #182            | 0                         |
| É um residente do Reino. Zachary é um dos principais sobreviventes que contesta as decisões tomadas por William. Ele acredita que a morte de Ezekiel foi culpa de Rick e que a aliança entre as comunidades devem acabar. Zachary é visto no Reino quando Rick mostra Pamela Milton em torno de todas as cinco comunidades em sua rede. Após o salto de 25 anos da série, ele não é visto ou mencionado, deixando seu destino desconhecido. |              |                   |                 |                           |

## Richmond, Virgínia
Um grupo que sobrevive desde o início do apocalipse em Richmond na Virgínia. Eles são encontrados por Jesus e alguns homens dois anos depois da guerra contra os Salvadores.
| Personagem | Estado       | Primeira aparição | Última aparição | Número de vítimas humanas |
| --- | ------------ | ----------------- | --------------- | ------------------------- |
| Magna | Viva         | #127              | #193            | 5                         |
| É a líder dos sobreviventes de Richmond que ingressam na Comunidade da Zona Segura de Alexandria dois anos após o término da guerra do Salvadores. No início do apocalipse, Magna é um dos muitos sobreviventes que chegam a uma casa de repouso perto de Washington D.C. Vendo-a como um potencial refúgio seguro, ela decide ficar. Depois de um tempo, a casa fica lotada. Não é dito explicitamente o que acontece, mas Magna e um grupo de outros partem e partem por conta própria. Durante os próximos sete meses, vários de seus companheiros de grupo são mortos. Um dia, Magna e seu grupo são atacados por uma manada de zumbis, e a própria Magna é quase mordida no braço; no entanto, um resgate oportuno por Paul Monroe salvou sua vida. Paul rapidamente desmonta de seu cavalo e começa a ajudar Magna e seu grupo a afastar os zumbis, Paul então diz a Magna para libertar os cavalos do vagão tombado e ir para a segurança, dizendo que ele e outros membros do batedor da Zona Segura de Alexandria grupo vai livrar o rebanho de zumbis da área. Depois de escapar do rebanho a cavalo, Magna e seu grupo conseguem chegar a uma Zona Segura e depois de alguns minutos se escondendo, ela, Paul e o resto de seu grupo de batedores conseguem começar a conduzir o rebanho de zumbis para longe. Pouco depois, Paul chega a cavalo para encontrá-la e a convida para se juntar à comunidade de Alexandria, desde que ela concorde em entregar suas armas a ele. Magna hesita em fazê-lo no início, mas quando Paul diz a ela que Alexandria tem bastante comida, ela aceita de todo o coração. Depois que ela chega a Alexandria, Paul leva-a ao grande salão da comunidade, onde Rick Grimes está esperando para entrevistar seu grupo. Magna o apresenta a todos os membros de seu grupo, Kelly, Luke, Connie e Yumiko. Rick então diz a eles para descansar durante o dia, já que ele gostaria de entrevistar cada membro do grupo no dia seguinte, dizendo que é melhor que eles se conheçam, Magna concordando com ele antes que ela vá embora. Depois que Magna é entrevistada por Andrea, Magna está em uma casa com seu grupo. O grupo debate sobre o que eles farão. Magna diz que Alexandria é boa demais para ser verdade e que eles estão escondendo algo e que descobrirão o que estão escondendo. Quando Rick está ausente de Alexandria, Magna e seu grupo descobrem a prisão. Eles encontram Negan, que lhes diz que Rick e seu povo são animais que o torturam e ele implora que o libertem. Magna não acredita nele, dizendo que sabe como é uma pessoa torturada e eles o deixam limpo e sem um arranhão. Mais tarde, quando Andrea volta para sua casa, Magna e seu povo a emboscam, exigindo respostas. Ela fez parte do esquadrão do exército de Dwight. Enquanto do lado de fora, ela percebe Negan, mas está hesitante em atirar nele, apesar dos comandos de Dwight. Ela é a namorada de Yumiko. Após o salto de 25 anos da série, Magna e Yumiko vivem felizes no Império. Pessoas que assassinou: Pelo menos 5 sussurradores desconhecidos. |              |                   |                 |                           |
| Yumiko | Viva         | #127              | #193            | 0                         |
| Ela faz parte do grupo de Magna que se junta à Comunidade da Zona Segura de Alexandria dois anos após o término da guerra do Salvadores. Depois que seu grupo chega a Alexandria após um ataque de rebanho, ela elogia o esforço que a comunidade está fazendo. Ela é a namorada de Magna. Após o salto de 25 anos da série, Yumiko e Magna vivem felizes no Império. |              |                   |                 |                           |
| Kelly | Desconhecido | #127              | #181            | 0                         |
| Ele é namorado de Connie e faz parte do grupo da Magna que se junta à Comunidade da Zona Segura de Alexandria dois anos após o término da guerra do Salvadores. Depois de se depararem com o rebanho sendo liderado por Jesus, Kelly e seu grupo voltam para Alexandria com ele para se encontrar com Rick. Ele discute com Magna e diz que eles não deveriam confiar no grupo da Zona Segura de Alexandria e os culpa pela morte de Bernie na qual Magna os defende. Mais tarde, depois de ser entrevistado por Andrea, Kelly debate com seu grupo e acredita que a Comunidade da Zona Segura de Alexandria está escondendo algo. Kelly não é visto ou mencionado no salto de 25 anos da série, deixando seu destino desconhecido. |              |                   |                 |                           |
| Connie | Desconhecido | #127              | #191            | 0                         |
| Ela é namorada de Kelly e faz parte do grupo da Magna que se junta à Comunidade da Zona Segura de Alexandria dois anos após o término da guerra do Salvadores. Junto com o resto do grupo, ela é entrevistada por Andrea e depois debate sobre qual será a jogada do grupo contra Alexandria. Connie está entre os muitos membros da milícia formada por Dwight para ameaçar Pamela Milton. Connie não é vista ou mencionada no salto de 25 anos da série, deixando seu destino desconhecido. |              |                   |                 |                           |
| Luke | Morto        | #127              | #145            | 0                         |
| Ele fazia parte do grupo da Magna que se juntou à Comunidade da Zona Segura de Alexandria dois anos após o término da guerra do Salvadores. Luke mostra ser muito favorável ao fato de Magna ser a líder de seu grupo; quando Rick pergunta a Magna quem é o líder, Magna tenta dizer a ele que não há líder e sobreviver foi um esforço de equipe, mas Luke a interrompe e diz a Rick que Magna é a líder. Junto com outras onze pessoas, ele foi decapitado por Alpha durante o conflito dos Sussurradores. |              |                   |                 |                           |
| Bernie | Morto        | #127              | #127            | 0                         |
| Ele fazia parte do grupo de sobreviventes da Magna que viajava pela área de D.C. Quando Paul Monroe, junto com o resto dos residentes de Alexandria estão conduzindo o rebanho para longe do Reino, eles se deparam com seu grupo. O rebanho começou a cercar o grupo e, apesar dos melhores esforços de Jesus, Bernie não consegue escapar, resultando nele sendo agarrado e comido vivo por um grande grupo deles. |              |                   |                 |                           |

## Os Sussurradores
Grupo de sobreviventes nômades. São sanguinários e utilizam as peles dos mortos para se camuflarem entre eles.
| Personagem | Estado | Primeira aparição | Última aparição | Número de vítimas humanas |
| --- | ------ | ----------------- | --------------- | ------------------------- |
| Lydia | Viva   | #133              | #193            | 3                         |
| É uma dos Sussurradores que segue Paul Monroe, Darius e dois outros guardas. Ela é capturada por Jesus. Ela é colocada em uma cela ao lado da de Carl. Ela tenta obter informações sobre a comunidade de Hilltop conversando com Carl e, mais tarde, inicia um relacionamento sexual com ele. Após o salto de 25 anos da série, Lydia se encontra com Carl e fica surpresa ao vê-lo carregando seu carrinho e se movendo mais rápido do que o normal. Carl a informa sobre seu encontro com um zumbi do programa de viagens de seu cunhado e como ele decidiu matar os outros. Lydia conforta Carl dizendo que ele fez a coisa certa e eles começam a sua rota. Depois de fazer algumas paradas, Carl menciona que deseja visitar Springhaven ao longo do caminho; sabendo que é onde Negan está morando, Lydia menciona que ele nunca apareceu e tem dúvidas de que isso vai mudar. Depois de mais algumas paradas, eles notam um bando de pássaros acima e observam por alguns momentos. Enquanto montam acampamento, Lydia ouve Carl mencionar que ela ainda usa seu chapéu velho; ela menciona que deve valer uma fortuna e pergunta se ele quer de volta, mas Carl se recusa. Quando Lydia menciona seu tapa-olho, Carl imediatamente fica na defensiva. Depois que Lydia relembra o passado deles, Carl com raiva diz a ela para parar e a lembra que ele o usa para não expor sua filha Andrea a nada do passado. No dia seguinte, os dois embarcam em um trem que vai para o oeste e, ao chegar ao acampamento de Eugene, ficam maravilhados com o progresso feito desde a última visita. Ao ouvir relatos conflitantes sobre a saúde de Eugene, Lydia pergunta a Carl se ele realmente está doente, mas Carl responde que não tem certeza. No dia seguinte, eles cavalgam de volta para o Império e antes de seguirem seus caminhos separados, Carl dá a Lydia seu corte e a agradece por ser sua amiga. Pessoas que assassinou: Pelo menos 2 sussurradores e 1 guarda de Hilltop. |        |                   |                 |                           |
| Alpha | Morta  | #132              | #157            | 13                        |
| Era a líder dos Sussurradores e a mãe de Lydia. Seu nome verdadeiro é Alphie e insiste que até sua filha a chame pelo título. Alpha e vários de seu povo se aproximam dos portões de Hilltop e trocam Ken e Dante por Lydia. Quando Carl persegue os Sussurradores, ele é feito prisioneiro. Alpha decide se infiltrar na Zona Segura de Alexandria e compra uma espada na feira. Depois de conhecer Rick, ela permite que Carl e Lydia deixem os Sussurradores, com a condição de que ninguém cruze a fronteira que ela marcou. No caminho de volta, Rick e os outros descobrem que Alpha decapitou doze residentes de Alexandria, Hilltop, o Reino e o Santuário e que ela usou suas cabeças colocadas em estacas para marcar a fronteira. Depois que Negan parece ter se juntado a seu grupo, Alpha é fatalmente cortada no pescoço e decapitada por ele momentos depois. Pessoas que assassinou: Rosita Espinosa, Olívia, Ezekiel, Carson, Amber, Ken, Luke, Erin, Josh, Larry, Oscar, Tammy Rose e 1 sussurrador desconhecido. |        |                   |                 |                           |
| Beta | Morto  | #154              | 173             | 5                         |
| Era o braço direito de Alpha que carrega duas facas. Em um encontro com Michonne e Aaron, ele esfaqueia Aaron e tenta matar Michonne até que Dwight e vários membros da Milícia os salvem. Ao chegar ao acampamento dos Sussurradores, ele confronta Negan por mentir e tenta matá-lo, mas é impedido por Alpha. Em resposta à morte prematura de Alpha, Beta assume uma posição de liderança e declara guerra a Alexandria. Durante a guerra, ele mata Gabriel Stokes e vários outros membros da Milícia. Ele luta com Negan para se vingar da morte de Alpha, mas é ferido depois que Negan bate a Lucille em suas costas várias vezes. Perto do fim da guerra, ele e alguns outros Sussurradores soltam uma mega horda de zumbis em Alexandria. Em uma luta decisiva enquanto Beta luta contra Jesus, Aaron atira nele no peito. Ele então desmaia quando eles tiram sua máscara e o reconhecem como uma celebridade famosa. Dado que seu cérebro não foi destruído, é provável que ele tenha ligado mais tarde. Pessoas que assassinou: Gabriel Stokes, 3 membros da milícia e 1 sussurrador desconhecido. |        |                   |                 |                           |
| Joshua | Morto  | #133              | #134            | 1                         |
| foi um dos Sussurradores a seguir Jesus, Darius e dois outros guardas. Ele foi morto por Jesus. Lydia mais tarde afirmou que Joshua era um dos membros mais amigáveis dos Sussurradores. Pessoas que assassinou: 1 guarda de Hilltop. |        |                   |                 |                           |

## Oceanside
É uma comunidade que se formou na costa leste em algum ponto após o surto, vivendo principalmente no oceano. Eles foram descobertos por Siddiq enquanto ele subia a costa de Miami ao norte.
| Personagem | Estado       | Primeira aparição | Última aparição | Número de vítimas humanas |
| --- | ------------ | ----------------- | --------------- | ------------------------- |
| Pete | Desconhecido | #139              | #158            | 0                         |
| É um pescador de Oceanside que tem uma estreita amizade com Michonne e Siddiq. Pete não é visto ou mencionado no salto de 25 anos da série, deixando seu destino desconhecido. |              |                   |                 |                           |

## Pitsburgo, Pensilvânia
É uma cidade usada por Eugene e sua pequena equipe como abrigo temporário a caminho de Ohio. Presume-se que foi invadido, semelhante a Atlanta, Geórgia. É também onde conhecem Juanita Sanchez, que atende pelo apelido de “Princesa".
| Personagem | Estado | Primeira aparição | Última aparição | Número de vítimas humanas |
| --- | ------ | ----------------- | --------------- | ------------------------- |
| Juanita "Princesa" Sanchez | Viva   | #171              | #193            | 0                         |
| É uma sobrevivente solitária residente em Pitsburgo e afirma não ter visto nenhum sobrevivente por cerca de um ano. Ela é uma sobrevivente boba, mas capaz. Na edição 193, uma Juanita muito mais velha é vista passeando com um Mercer idoso e um cachorro, indicando que ela e Mercer se reuniram muitos anos após a morte de Rick Grimes, indicando seu final feliz. |        |                   |                 |                           |

## O Império
Uma comunidade nos arredores de Ohio que possui cerca de cinquenta mil habitantes.
| Personagem | Estado       | Primeira aparição | Última aparição | Número de vítimas humanas |
| --- | ------------ | ----------------- | --------------- | ------------------------- |
| Pamela Milton | Viva         | #176              | #193            | 0                         |
| Ela é a governadora do Império e mãe de Sebastian Milton. Ela é uma líder inteligente e capaz, acredita firmemente na ordem mundial e na estrutura da civilização. Apesar de não ser tão autointitulada quanto seu filho, Pamela acredita que sua vida na alta sociedade antes do apocalipse a coloca acima de todos os outros. Ela acredita no status social como um último, que a "classe trabalhadora" tem algo para admirar. Vários anos após a morte de Rick Grimes, Pamela não é mais uma figura de autoridade no Império e continua visitando seu filho preso. Em sua idade avançada, ela parece estar confinada a uma cadeira de rodas. |              |                   |                 |                           |
| Elodie Hawthorne | Viva         | #176              | #193            | -                         |
| Elodie é a filha da Michonne, que desapareceu durante o início do apocalipse quando o ex-marido de Michonne levou a ela e a sua irmã em segurança. Cerca de um ano depois do apocalipse, ela estava sobrevivendo em Kentucky e estava indo para o norte. Tendo perdido o pai, ela estava morando com um grupo de homens maus que as mantinham seguras em troca de favores sexuais. Depois que sua irmã Colette se recusou e foi morta, Elodie matou todos eles. Mais tarde, Elodie chegou ao Império, uma grande comunidade em Ohio, e em algum momento ela obteve um emprego numa padaria, trabalhando para Matt. Vários anos após a morte de Rick Grimes, Elodie se casou e teve um filho. Pessoas que assassinou: Todos os membros de um grupo desconhecido. |              |                   |                 |                           |
| Sebastian Milton | Vivo         | #177              | #193            | 1                         |
| Ele é membro do Império e filho de Pamela Milton, sua líder. Ele foi o responsável pela morte de Rick Grimes, recebendo uma sentença de prisão perpétua. Vários anos após a morte de Rick, Sebastian é lembrado como uma figura odiada pelas comunidades e pelo novo mundo. Pessoas que assassinou: Rick Grimes. |              |                   |                 |                           |
| Mercer | Vivo         | #177              | #193            | 0                         |
| Ele é um oficial do Império e co-líder das Forças Armadas do Império. Vários anos após a morte de Rick Grimes, Mercer e Juanita ainda são um casal que vive feliz no Império. |              |                   |                 |                           |
| Kapoor | Vivo         | #193              | #193            | 0                         |
| Ele é o xerife do Império. |              |                   |                 |                           |
| Lance Hornsby | Desconhecido | #175              | #192            | 0                         |
| Ele é o vice-governador do Império. Ele é um homem orgulhoso de sua comunidade, embora isso o torne um tanto vaidoso. Lance não é visto ou mencionado após o salto de 25 anos, deixando seu destino desconhecido. |              |                   |                 |                           |
| Stephanie | Morta        | #151              | #192            | 0                         |
| Ela era residente do Império e namorada de Eugene. Em algum momento após o salto temporal, Stephanie morreu, possivelmente sucumbindo a algum tipo de doença. |              |                   |                 |                           |
| Maxwell Hawkins | Desconhecido | #176              | #192            | 0                         |
| Ele é um residente do Império e Assistente Pessoal de Pamela Milton. Maxwell não é visto ou mencionado após o salto de 25 anos, deixando seu destino desconhecido. |              |                   |                 |                           |